# Plouyé
Plouyé [pluje] est une commune du canton du Huelgoat, dans le département du Finistère, dans la région Bretagne, en France.

## Toponymie

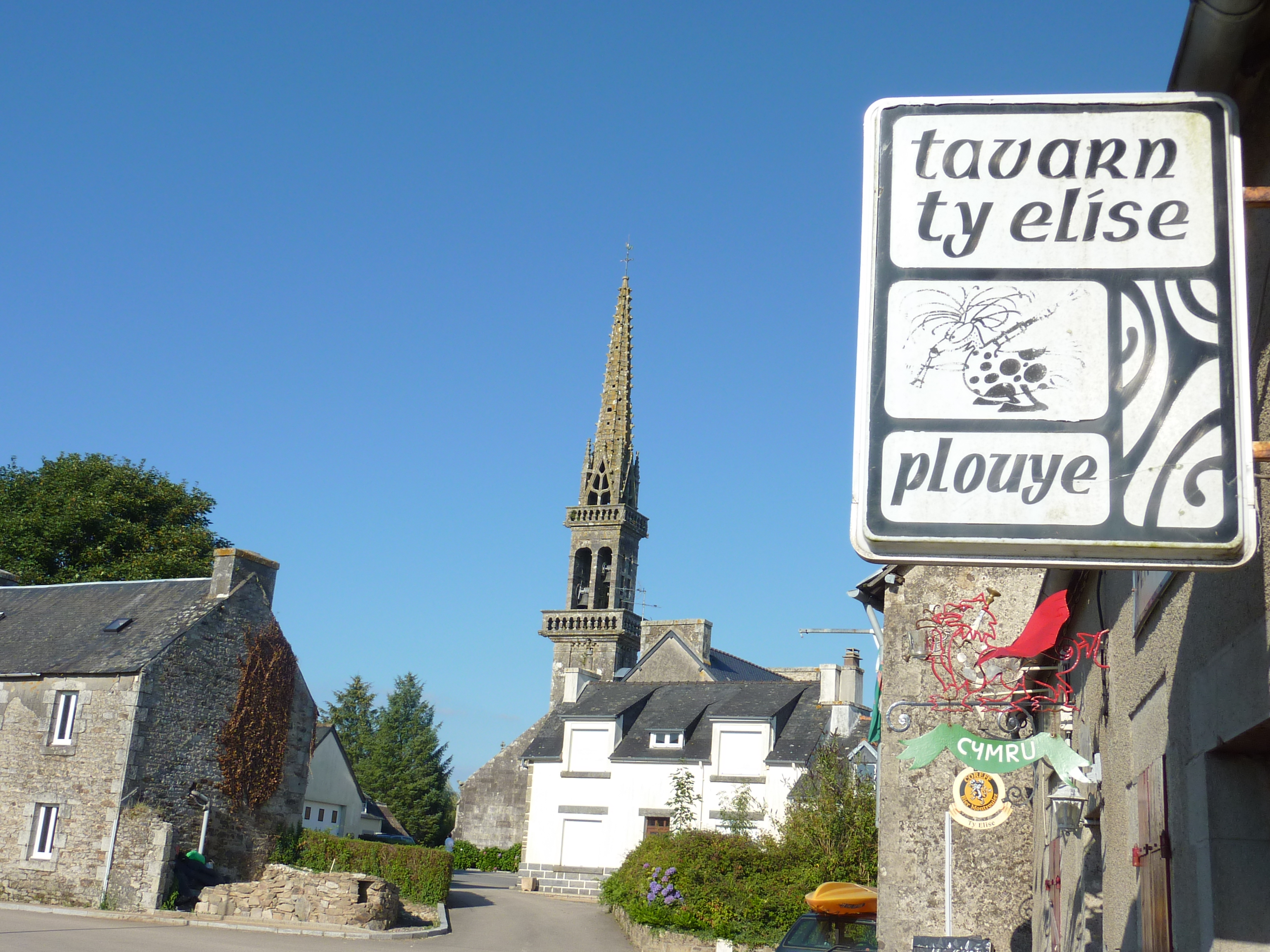
Le bourg vu de la taverne Ty Elise.

Parmi les étymologies possibles sur la seconde composante du nom en « plou », d'aucuns[Qui ?] évoquent le nom de sainte Hia ou Ia de Cornouailles britannique, enterrée à Saint Ives en cette même région. On rencontre les appellations de Ploie en 129, de Ployé en 1311 et de Plouyé pour la première fois en 1599. En 1793, le nom de la commune est transcrit Plouié et à partir de 1801, Plouyé.
Plouyé est une paroisse primitive de l'ancienne Armorique qui englobait aussi Plonévez-du-Faou, Landeleau, Châteauneuf-du-Faou et les trèves du Moustoir et du Quilliou.

## Géographie

### Localisation
La commune appartient à Monts d'Arrée Communauté. Elle est limitrophe du Parc naturel régional d'Armorique, voisine du Poher et fait partie historiquement de la Cornouaille.
| Brennilis                   | Huelgoat  |            |
| Loqueffret Plonévez-du-Faou | Plouyé    | Poullaouen |
| Collorec                    | Landeleau | Kergloff   |

### Relief
La commune est située sur le versant sud-est des Monts d'Arrée. Le bourg est situé à 265 mètres d'altitude et est traditionnellement assez petit : en 1886 par exemple, il n'a que 88 habitants pour une population communale totale de 1886 personnes.
| - Carte topographique de la commune de Plouyé. |

### Hydrographie
Pour un article plus général, voir Réseau hydrographique du Finistère.
La commune est située dans le bassin Loire-Bretagne. Elle est drainée par l'Aulne, l'Ellez, le ruisseau du Moulin neuf et divers autres petits cours d'eau,.
L'Aulne, d'une longueur de 144 km, prend sa source dans la commune de Lohuec et se jette  dans la rade de Brest en limite de Landévennec et de Rosnoen, après avoir traversé 27 communes. 
L'Ellez, d'une longueur de 28 km, prend sa source dans la commune de Saint-Rivoal et se jette  dans l'Aulne à Landeleau, après avoir traversé neuf communes. 

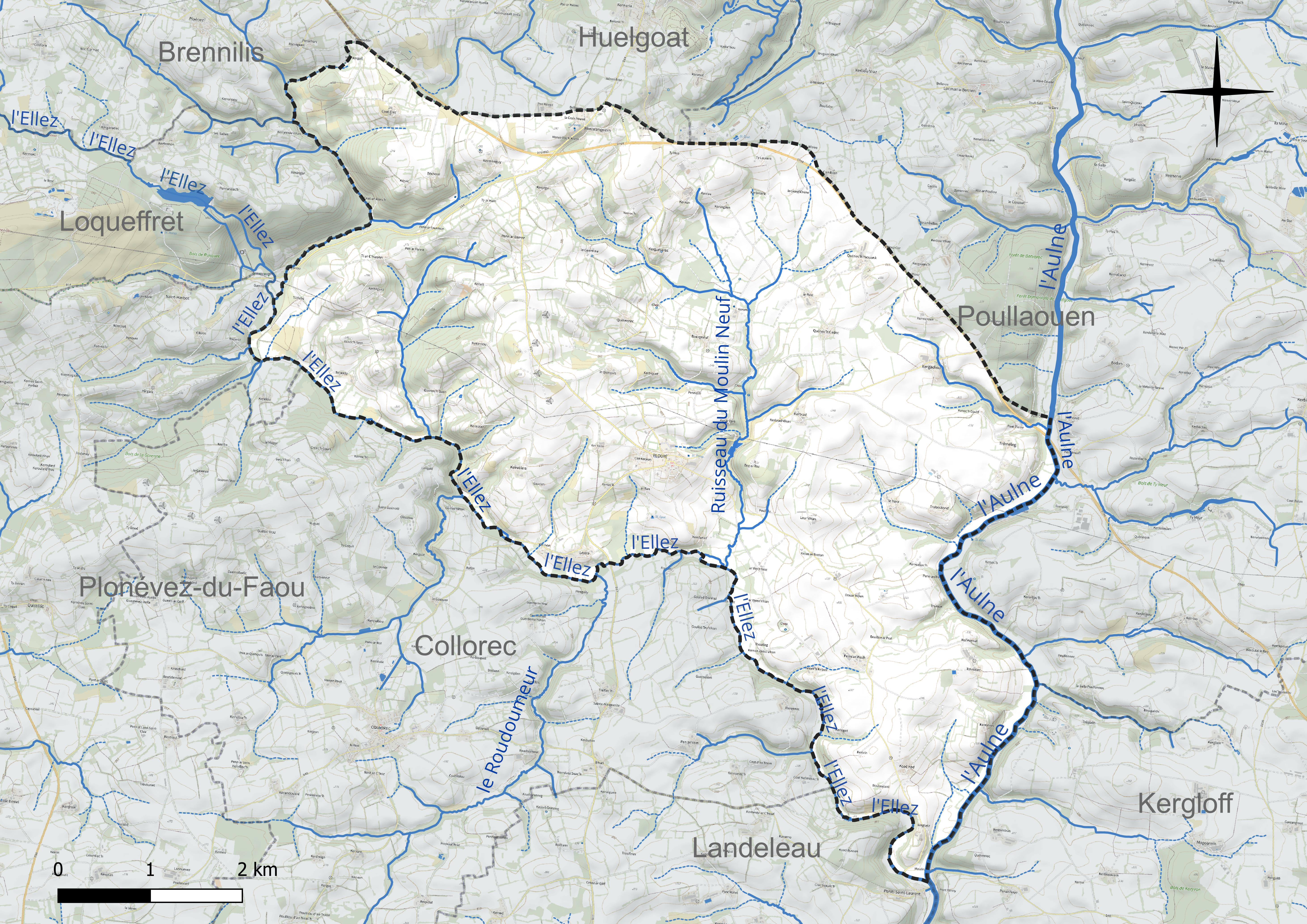
Réseau hydrographique de Plouyé.

### Climat
Pour des articles plus généraux, voir Climat de la Bretagne et Climat du Finistère.
En 2010, le climat de la commune est de type climat océanique franc, selon une étude du CNRS s'appuyant sur une série de données couvrant la période 1971-2000. En 2020, Météo-France publie une typologie des climats de la France métropolitaine dans laquelle la commune est exposée à un climat océanique et est dans la région climatique Finistère nord, caractérisée par une pluviométrie élevée, des températures douces en hiver (6 °C), fraîches en été et des vents forts. Parallèlement l'observatoire de l'environnement en Bretagne publie en 2020 un zonage climatique de la région Bretagne, s'appuyant sur des données de Météo-France de 2009. La commune est, selon ce zonage, dans la zone « Monts d'Arrée », avec des hivers froids, peu de chaleurs et de fortes pluies.
Pour la période 1971-2000, la température annuelle moyenne est de 10,9 °C, avec une amplitude thermique annuelle de 11,5 °C. Le cumul annuel moyen de précipitations est de 1 124 mm, avec 16,7 jours de précipitations en janvier et 8,9 jours en juillet. Pour la période 1991-2020, la température moyenne annuelle observée sur la station météorologique la plus proche, située sur la commune de Brennilis à 10 km à vol d'oiseau, est de 10,9 °C et le cumul annuel moyen de précipitations est de 1 552,3 mm,. Pour l'avenir, les paramètres climatiques de la commune estimés pour 2050 selon différents scénarios d'émission de gaz à effet de serre sont consultables sur un site dédié publié par Météo-France en novembre 2022.

## Urbanisme

### Typologie
Au 1er janvier 2024, Plouyé est catégorisée commune rurale à habitat très dispersé, selon la nouvelle grille communale de densité à 7 niveaux définie par l'Insee en 2022.
Elle est située hors unité urbaine. Par ailleurs la commune fait partie de l'aire d'attraction de Carhaix-Plouguer, dont elle est une commune de la couronne,. Cette aire, qui regroupe 18 communes, est catégorisée dans les aires de moins de 50 000 habitants,.

### Occupation des sols
L'occupation des sols de la commune, telle qu'elle ressort de la base de données européenne d'occupation biophysique des sols Corine Land Cover (CLC), est marquée par l'importance des territoires agricoles (85,2 % en 2018), une proportion sensiblement équivalente à celle de 1990 (85,3 %). La répartition détaillée en 2018 est la suivante :
zones agricoles hétérogènes (46,4 %), terres arables (28,3 %), forêts (14 %), prairies (10,5 %), zones urbanisées (0,8 %). L'évolution de l'occupation des sols de la commune et de ses infrastructures peut être observée sur les différentes représentations cartographiques du territoire : la carte de Cassini (XVIIIe siècle), la carte d'état-major (1820-1866) et les cartes ou photos aériennes de l'IGN pour la période actuelle (1950 à aujourd'hui).

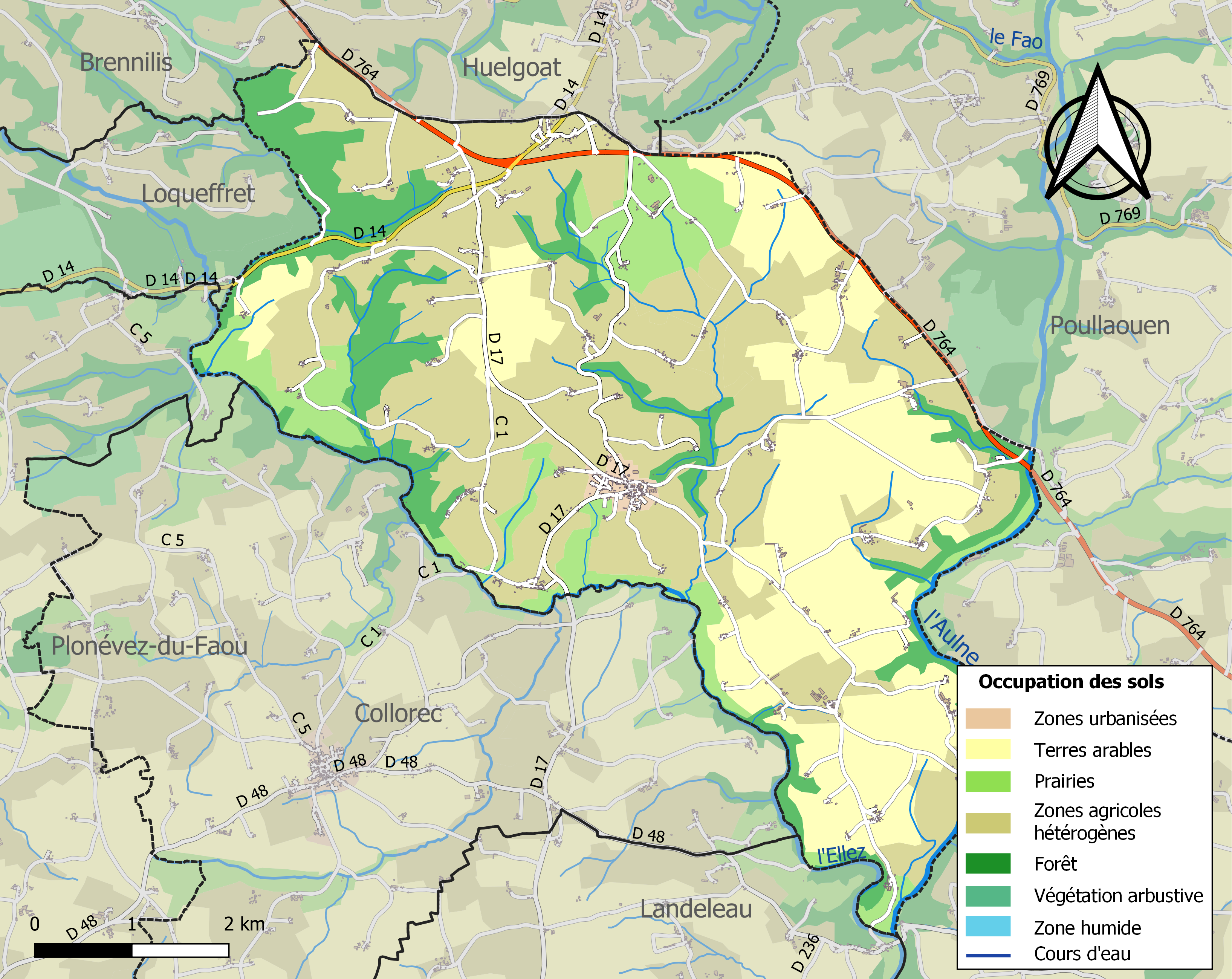
Carte des infrastructures et de l'occupation des sols de la commune en 2018 (CLC).

## Histoire

### Des origines au Moyen Âge

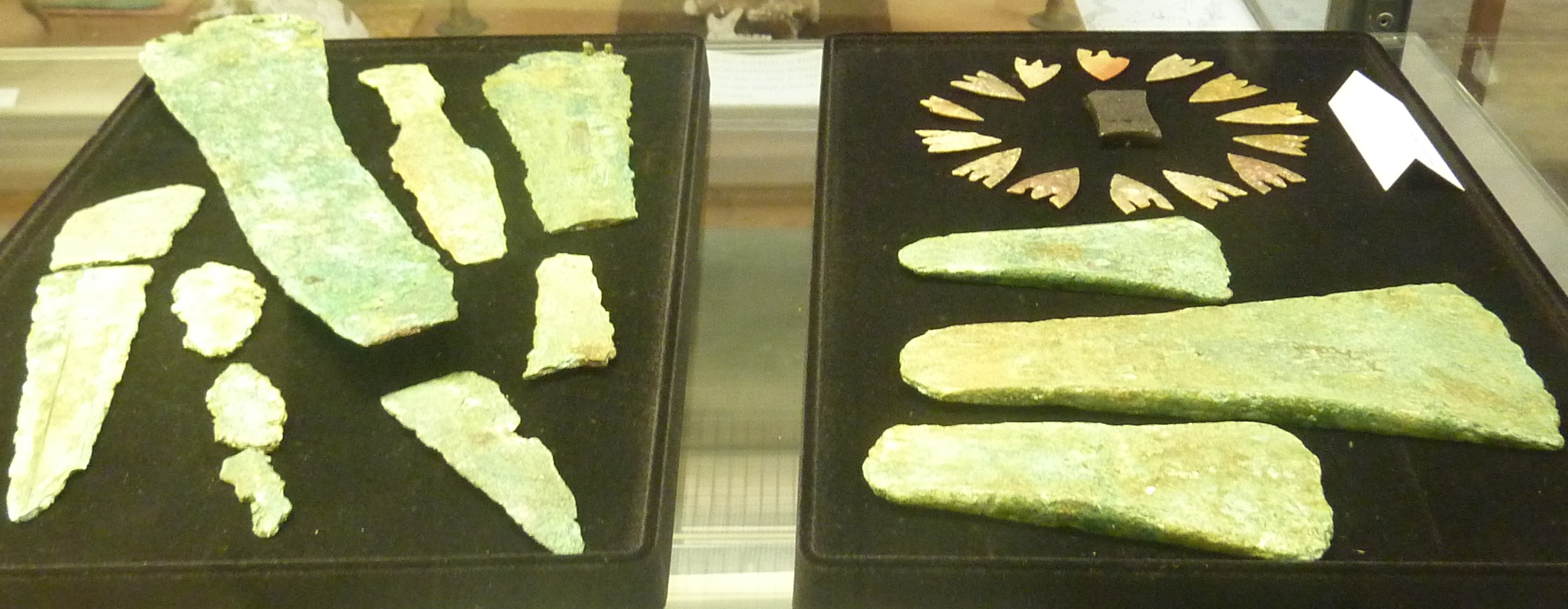
Mobilier trouvé dans le tumulus de Kerguévarec (musée de la préhistoire finistérienne de Penmarc'h).

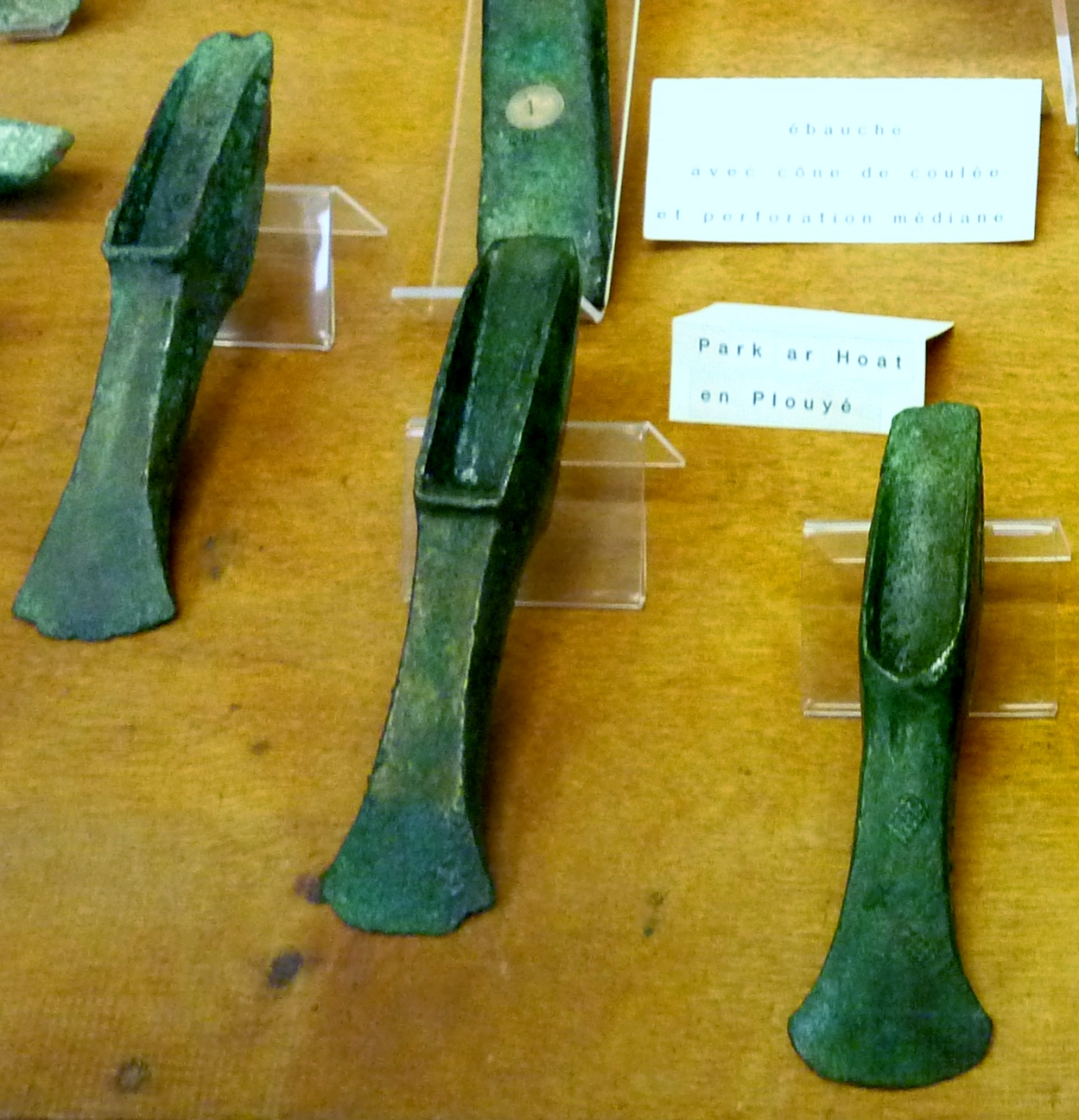
Haches à talon trouvées dans le dépôt de Park ar Hoat (musée de la Préhistoire finistérienne de Penmarc'h).

Le territoire communal était déjà peuplé à l'âge du bronze comme en témoignent un tumulus de 27 mètres de circonférence découvert à Kerguévarec en 1884 (son mobilier, contenant entre autres des pointes de flèche et un brassard d'archer est exposé au musée de la Préhistoire finistérienne de Penmarch, dont une épée en bronze de 40 cm de long) et treize sépultures exhumées par l'archéologue Paul du Châtellier à la fin du XIXe siècle. Des haches à talon, datant aussi de l'âge du bronze, ont été trouvées dans le dépôt de Park ar Hoat en Plouyé. Deux autres tumuli de l'âge du bronze ont été identifiés à Kergadiou lors des travaux préliminaires à la construction de l'axe routier Lorient-Roscoff.
Au haut Moyen Âge, après avoir fait partie de la ploue de l'Armorique primitive de Plouenez, Plouyé devint une paroisse englobant un vaste terroire, incluant Plonévez-du-Faou jusqu'à la scission de cette "paroisse nouvelle" à une date inconnue.
Jeanne, dame de Plœuc et de Plouyé, épouse en 1292 Tanguy de Kergorlay, seigneur de Tymeur en Poullaouen. La baronnie de Kergorlay, implantée à Motreff, créée par un fils cadet de la maison de Poher, fut un temps au XIVe siècle la plus puissante de Cornouaille, comptant cinq ou six cents feux sur une superficie de 25 kilomètres carrés. Par la suite, cette seigneurie fut érigée en marquisat en 1616, regroupée avec Timeur et Plouyé.

### Une terre de révoltes
Au fil des siècles, plusieurs révoltes ont concerné les habitants de Plouyé.

#### La jacquerie de 1489-1490
Une révolte paysanne (jacquerie) éclata en 1489 en Cornouaille selon les dires du chanoine Jean Moreau : ce soulèvement paysan était contre l'introduction en Bretagne voulue par la noblesse de la loi féodale française substituée à la plus libérale "coutume du pays", le bail à domaine congéable. Les paysans, sous la conduite de trois frères paysans que l'on dit être originaires de Plouyé, s'en prirent aux nobles et aux bourgeois de la région, projetant de les massacrer.
« En l'an 1489 il y eut un grand soulèvement en cet évêché de la populace contre la noblesse et les communautés des villes, qui, ayant publiquement et à guerre ouverte pris les armes, coururent les villes, bourgades et maisons des nobles, tuant tous ceux qui tomboient entre leurs mains, leur intention et leur but n'étant autres que d'exterminer tous ceux de cette qualité, afin de demeurer libres et affranchis de toute subjection [sujétion], des tailles et pensions annuelles qu'ils payoient à leurs seigneurs, et revendiquer la propriété de leurs terres » écrit le chanoine Moreau.
Après être entrés le 30 juillet 1490 dans Quimper et avoir mis à sac la ville, ils furent défaits quelques jours plus tard le 4 août à Penhars où beaucoup sont massacrés (au lieu-dit "Prad-ar-Raz", où "Pratanraz", rebaptisé depuis "Prad ar mil gov", c'est-à-dire "Pré des mille ventres"), puis le 6 août près de Pont-l'Abbé au lieu-dit Ar Veujit Vras (La Boissière) en Plomelin, près du ruisseau le Dour Ru. Des révoltés survivants se réfugient à Châteauneuf-du-Faou qu'ils autogèrent quelques jours et mettent à sac mais le 7 septembre 1490 Charles de Quimerc'h réussit à rétablir l'ordre dans cette localité. Les meneurs étaient trois frères originaires de la paroisse de Plouyé. Seul le prénom de l'un d'entre eux nous est connu. Il s'agissait d'un dénommé Jean, surnommé "Jean l'Ancien" ou Yann Plouye. De cette défaite serait né un proverbe breton "Dalc'h mat Jan, sac'h, c'hui duc e breis" ("Tiens bon, fais ferme, Jean, et tu seras duc de Bretagne").
L'événement est ainsi décrit par l'historien Jean-Pierre Leguay : « Les paysans d'une quinzaine de paroisses dont Plouyé, Plonévez-du-Faou, Plomodiern, Saint-Nic... forment une "commune" qui se donne pour but de prendre Quimper et de la mettre à feu et à sang... Il est possible que "l'effroi" ait eu comme origine le congédiement par des propriétaires citadins de fermiers et convenanciers (...). La répression rapide et brutale, le massacre des manants à "Pratanros", l'exécution des meneurs ne font pas disparaître le malaise qui subsiste jusqu'à la fin du siècle ».

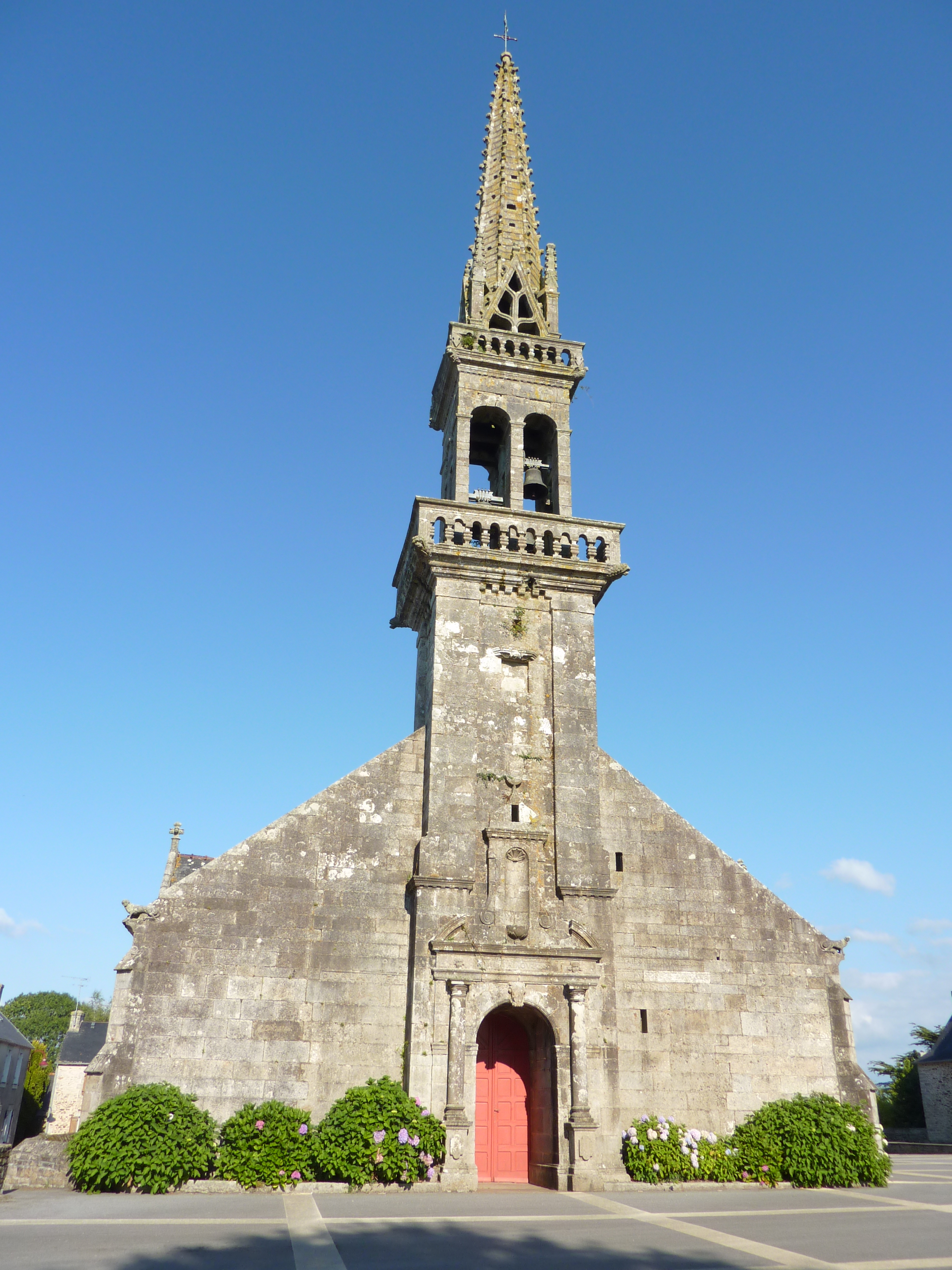
La façade de l'église paroissiale Saint-Pierre.

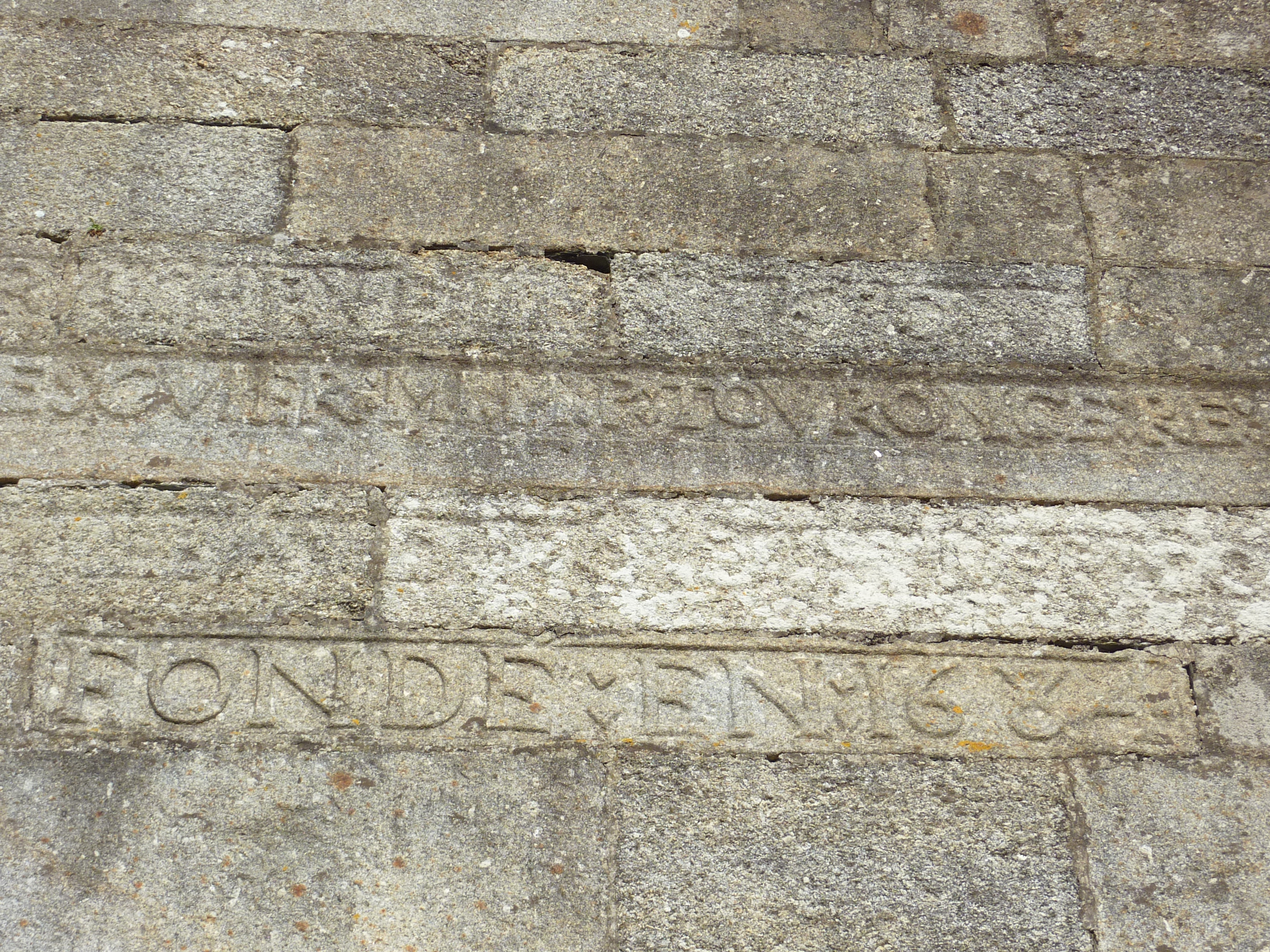
Inscriptions sur la façade de l'église portant sa date de construction (1664).

Dans le "Barzaz Breiz", le vicomte de la Villemarqué écrit une version de ces événements plus favorable aux révoltés:
 (...) Maudite soit la terre elle-même, la terre de Plouyé,

 Qui est la cause de querelles terribles,

 La cause de terribles querelles entre le maître et le colon.

 Mais maudits soient, par-dessus tout, les nobles hommes

 Des cités qui oppriment le laboureur.
(Les "nobles hommes" évoqués dans cet extrait sont en fait les bourgeois des villes selon la terminologie usitée à cette époque).
La "gwerz" intitulée "Les jeunes hommes de Plouyé" conserve le souvenir de cette révolte des domaniers (= paysans dans le cadre d'un contrat de domaine congéable des m onts d'Arrée au XVe siècle):
 Écoutez tous, gens de Plouyé, écoutez bien ce qui va être publié

 Que dans le jour et l'an soit faite l'estimation de ce qui appartient en propre à chacun de vous

 Vos édifices et vos fumiers ; et qu'elle soit faite à vos frais ;

 Et allez ailleurs, vous et les vôtres, avec votre argent neuf chercher un perchoir [...]

 Adieu nos pères et nos mères ; nous ne viendrons plus désormais nous agenouiller sur vos tombes !

 Nous allons errer, exilés par la force, loin des lieux où nous sommes nés,

 Où nous avons été nourris sur votre cœur, où nous avons été portés entre vos bras.

 Adieu nos saints et nos saintes ; nous ne viendrons plus vous rendre visite ;

 Adieu patron de notre paroisse ; nous sommes sur le chemin de la misère.
Une autre gwerz connue également grâce à Hersart de la Villemarqué raconte vraisemblablement l'expédition des manants de Plouyé contre les agents fiscaux du vicomte de Rohan au cours de l'été 1490 :
 Que dites-vous, mangeurs de bouillie, paierez-vous la taxe ?

 Pour moi je ne la paierai pas, j'aimerais mieux être pendu ! (...)

 Et chacun de prendre un tison - En route les gars, en route maintenant,

 En route, les gars, en route maintenant, et vite à la ville de Rohan ! (...)

 En descendant de la montagne, ils étaient trois mille et cent,

 Et quand ils furent arrivés à Langoat ils étaient dix mille en troupe

 Et quand ils furent arrivés à Rohan ils étaient trente mille cinq cents (...).
Une autre gwerz, le Faucon, évoque aussi cette même révolte plus au sud dans le "Menez Du" ("Montagnes Noires"). Elle évoque aussi toutefois Plouyé:
 (...) Trente morts, mais trois mille entrèrent

 Et mirent le feu dans Quimper.

 Si bien que les bourgeois criaient:

 Hélas, pitié, gars de Plouyé!

 (...) Rentrez chez vos, gens de Plouyé

 La Coutume sera gardée!

 Les gars de Plouyé l'écoutèrent

 Rentrons chez nous! Quittons Quimper!

 Mais ce fut un choix malheureux:

 Tous ne rentrèrent point chez eux.

#### La guerre de la Ligue
Pendant la guerre de la Ligue en 1590, des paysans de Plouyé, avec ceux de paroisses voisines comme Brasparts, Plonévez-du-Faou, Collorec, Pleyben, Loqueffret, etc., se révoltèrent à nouveau contre les seigneurs et participèrent à des combats soutenant Philippe-Emmanuel de Lorraine, duc de Mercœur, qui est à la tête de la Ligue Bretonne, contre les "royaux" commandés par La Tremblaye, qui se livraient à des exactions et au pillage dans la ville de Carhaix. « Toutes les cloches étaient en branle. Le tocsin sonnait dans les paroisses environnantes à Plounévez [ = Plonévez-du-Faou], Landeleau, Plouyé, Cléden [ = Cléden-Poher] et Huelgoët [ = Huelgoat]. Tous les paysans sortirent de leurs tanières, prirent des fourches, des faulx, et tout ce qui se trouva sous leur main. Ils étaient conduits par le sieur du Cleusiou Roudoumeur, de la trève de Collorec et un nommé Laridon. Ils accoururent au Granec en criant "Marou! Marou desh!" ("Mort ! Mort à eux !) et demandèrent à Coatanezre de leur conduire à Carhaix. (...) Arrivés au pont du Moulin du Duc, à une demi-lieue de Carhaix, les paysans s'y barricadèrent ».
Les paysans sont sévèrement battus. Le chanoine Moreau décrit : « Une grande tuerie de paysans », contraints « à se jeter dans la rivière où il s'en noya beaucoup ». « Les paroisses qui firent cette boutade (= révolte), ledit jour de samedi, furent celles de Cléden, Landeleau, Plounévez, Plouyé, Huelgoët et autres paroisses de Carhaix, sous trois à quatre lieues. Chacune d'elles y perdit grand nombre d'hommes ». Plus loin, il poursuit : « Cette défaite de paysans à Carhaix, le samedi et le dimanche, abaissa leur arrogance et fierté, car ils étaient tous disposés à une révolte contre la noblesse et communautés de villes, ne voulant être sujets à personne, de quoi ils se vantaient ouvertement : et il est sans doute que s'ils fussent retournés victorieux de Carhaix, comme ils se promettaient, qu'ils se fussent jetés sur les maisons de nobles, sans pardonner à aucun qui eût été de condition plus relevée qu'eux. Et en faisant de même, disaient-ils, ils seront tous égaux, sans que l'un n'eût aucun pouvoir ni juridiction sur l'autre. Mais Dieu en disposa tout autrement car ils furent si rudement traités à Carhaix, qu'ils demeurèrent aussi doux et humbles qu'ils étaient allés arrogants ».
Comme un siècle plus tôt, la répression des troupes royales fut sans pitié.

#### ContreGuy Éder de La Fontenelle, le «brigand de Cornouaille»
Des paysans de Plouyé et des paroisses avoisinantes (Landeleau, Loqueffret, Collorec, Plonévez-du-Faou, Huelgoat...) participèrent à la lutte contre La Fontenelle, surnommé "le brigand de Cornouaille" et lieutenant du duc de Mercœur, qui écumait tout le Poher et s'était retranché dans son repaire du château du Granec, un des mieux fortifiés de Bretagne, en Collorec. En 1592, les paysans en firent le siège pendant huit jours, mais La Fontenelle disposait de troupes mieux armées qui prirent les paysans par surprise, de nuit; 800 paysans furent ainsi massacrés par les sbires de La Fontenelle aux abords du château du Granec.
D'autres chefs de bandes écumèrent la région à la même époque, comme De Liscoët, pour le roi, et Anne de Sanzay de la Magnane, pour le duc de Mercœur.

#### La Révolte des Bonnets rouges (1675)
Plouyé a aussi été au cœur de la Révolte des Bonnets rouges en 1675, dite aussi "Révolte du papier timbré", mentionnée dans le chant Paotred Plouye dans le Barzaz Breiz. Arthur de La Borderie écrit : « Les vingt paroisses associées dans cette expédition étaient Scaër, Guiscriff, Leuhan, Gourin, Le Saint, Motreff, Tréogan, Plévin, Saint-Hernin, Spézet, Landeleau, Cléden-Poher, Kergloff, Plouguer-Carhaix, Plounévézel, Plonévez-du-Faou, Lannédern, Loqueffret, Plouyé, Poullaouen et Le Huelgoët. Ce fut une révolte antifiscale (contre les impôts croissants exigés par Louis XIV) et antiféodale (les paysans s'en prirent une fois de plus aux châteaux et aux nobles) menée par Sébastien Le Balp, originaire de Kergloff ».
À Plouyé même, les manoirs du Parc, de Keromen, de Kerbiquet et de Keranforest sont alors détruits. Les habitants participèrent aussi notamment à la mise à sac du château de Kergoët en Saint-Hernin, distant d'une quinzaine de kilomètres. Par la suite, les paysans des vingt paroisses révoltées durent verser 2500 livres au seigneur marquis Le Moyne de Trevigny à titre de réparation pour le préjudice subi.
La répression fut terrible, menée par le duc de Chaulnes. Vingt mille dragons séjournèrent tout l'hiver dans la région.

#### La mutinerie contre le recteur de Plouyé
Entre 1720 et 1726, les paroissiens de Plouyé se mutinent contre leur recteur, Nicolas Le Roux, qui refuse à 500 ou 600 fidèles de faire leurs Pâques. Les habitants continuent à enterrer leurs morts dans l'église paroissiale malgré les consignes de l'évêque de Cornouaille et les décisions de justice, jetant des pierres à leur curé et le menaçant.

#### La servante de Marion du Faouët
Vers 1750, Marguerite Cariou, la servante de Marion du Faouët (femme à la tête d'une bande de voleurs de grand chemin qui écuma la région), était originaire de Plouyé. Elle était fille de François Cariou et Marie Le Goff et ses parents étaient très pauvres.

#### Un gars de Plouyé lors de la guerre d'indépendance américaine
Un soldat, Julien d'Aunay, né à Plouyé en 1744, membre de la compagnie de Thorenc au sein du régiment de Touraine, qui partit sur la flotte du comte de Grasse et participa au siège de Yorktown, est mort au Cap (endroit non identifié quelque part aux États-Unis) pendant la guerre d'indépendance américaine le 20 août 1782.

#### La famille de Tourzel
Avant la Révolution française, presque tout le territoire de Plouyé appartenait à la famille de Tourzel dont les habitants étaient domaniers.

### La Révolution française et leXIXesiècle
Les deux députés représentant la paroisse de "Plouyez" (Plouyé) lors de la rédaction du cahier de doléances de la sénéchaussée de Lesneven le 1er avril 1789 étaient Mathieu Tous et Louis Lochou ; aucun des deux ne savait lire et écrire (c'était, avec l'un des députés de l'île de Batz, les seuls de toute la sénéchaussée de Lesneven à ne pas savoir lire et écrire).
Un rapport du Conseil général du Finistère indique en août 1880 que Plouyé fait partie des 27 communes de plus de 500 habitants du Finistère qui n'ont encore aucune école de filles.
En 1891 est mise en exploitation la voie ferrée à voie étroite Carhaix-Morlaix du Réseau breton, longue de 49 km, qui dessert entre autres la gare de Poullaouen-Plouyé. Le trafic voyageurs cessa dès 1939 (transféré sur autocar) et le trafic marchandises le 25 septembre 1962. Les rails furent déposés en 1967.
La langue bretonne est encore en 1902 la seule langue parlée et même comprise par la plupart des habitants de la commune si l'on en croit ce témoignage du maire républicain de la commune à propos de la décision du gouvernement d'Émile Combes d'obliger le clergé bas-breton à s'exprimer en français à l'église : « L'emploi du breton est pour ainsi dire indispensable pour les instructions religieuses dans cette commune, où les trois quarts des habitants ne comprennent pas ou peu le Français ». Écrivant au préfet du Finistère, le maire poursuit : « Cette interdiction va faire aux bonnes et vieilles gens de la commune crier à la persécution; elle va à l'encontre de son but et aliéner certains esprits contre le gouvernement de la République ». Le même élu aurait préféré un peu plus de circonspection de la part du Ministère, dont il partage pourtant les idées en matière d'enseignement du catéchisme, et cela, pour une raison bien simple : « Obliger les prêtres à se servir de notre langue nationale dans l'enseignement du catéchisme, c'est obliger les parents à envoyer les enfants à l'école dès l'âge de sept ou huit. Ce sera le seul moyen efficace de remédier à la non-application de la loi sur l'enseignement obligatoire. »

### LeXXesiècle

#### La Belle Époque
En réponse à une enquête épiscopale organisée en 1902 par François Dubillard, évêque de Quimper et de Léon en raison de la politique alors menée par le gouvernement d'Émile Combes contre l'utilisation du breton par les membres du clergé, le recteur de Plouyé, l'abbé Quillévéré, écrit : « Le catéchisme se fait toujours en breton, et jamais en français ». En 1903 le maire de Plouyé écrit : « Cette interdiction va faire aux bonnes et vieilles gens de la commune crier à la persécution ; elle va à l'encontre de son but et aliéner certains esprits contre le gouvernement de la République ».
En janvier 1910, un arrêté annonce la création d'un premier poste téléphonique dans la commune.

#### La Première Guerre mondiale

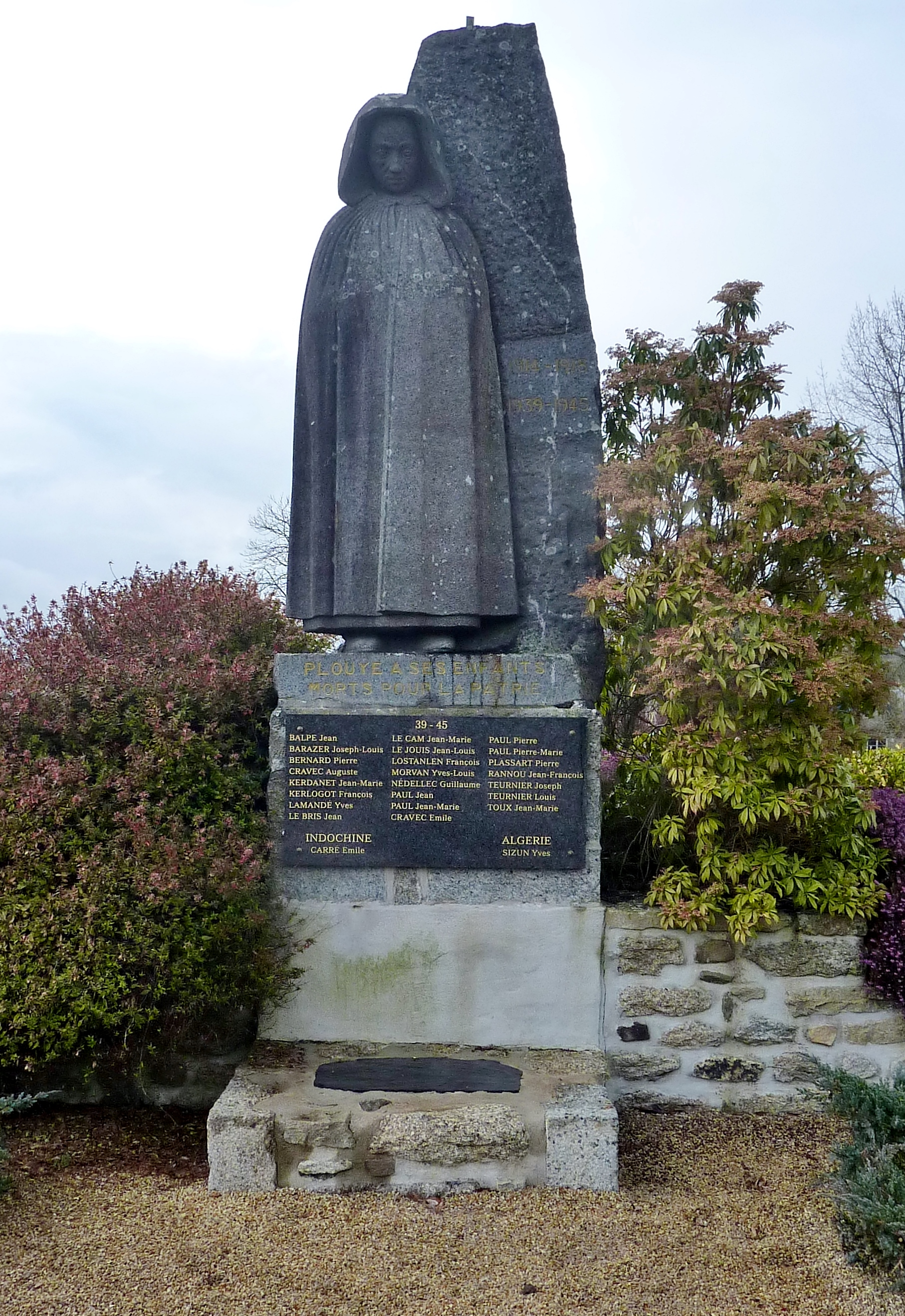
Le monument aux morts de Plouyé.

Le monument aux morts de Plouyé porte le nom de 24 soldats morts pour la France dont 22 pendant la Première Guerre mondiale ; parmi eux Pierre Bernard, tué à l'ennemi le 2 août 1916 à Bras (Meuse), fut décoré à titre posthume de la Croix de guerre.

#### La Seconde Guerre mondiale
Dans la nuit du 17 au 18 mai 1944, une femme de Plouyé, Mme Briand, est tuée chez elle par une sentinelle allemande.
- Émile Cravec, né le 9 avril 1922 à Plouyé, entre dans le groupe de résistance Armée secrète et FTP de Rennes. En tant que gendarme, il établit le plan de la prison de Laval afin de permettre au groupe F.T.P. d'assurer la libération des détenus politiques. Il assure le service de renseignements pour l'État-Major F.T.P. ainsi que pour les groupes de l'A.S.. Il est arrêté le 27 avril 1944 à Rennes, au cours d'une mission, au Cheval d'Or, place de la gare. Transféré de Rennes vers Compiègne le 29 juin 1944, il est déporté de Compiègne vers Neuengamme le 28 juillet 1944 (matricule 40295). Il décède le 14 avril 1945 à Bergen-Belsen.

#### Les guerres d'Indochine et d'Algérie
Le monument aux morts de Plouyé porte le nom de 24 soldats morts pour la France dont un (Émile Carré) pendant la guerre d'Indochine et un (Yves Sizun) pendant la guerre d'Algérie.

## Démographie
En 1768, Plouyé compte « vingt feux un tiers et un quart de feu ».
L'évolution du nombre d'habitants est connue à travers les recensements de la population effectués dans la commune depuis 1793. Pour les communes de moins de 10 000 habitants, une enquête de recensement portant sur toute la population est réalisée tous les cinq ans, les populations de référence des années intermédiaires étant quant à elles estimées par interpolation ou extrapolation. Pour la commune, le premier recensement exhaustif entrant dans le cadre du nouveau dispositif a été réalisé en 2008.

En 2022, la commune comptait 669 habitants, en évolution de −2,48 % par rapport à 2016 (Finistère : +2,16 %, France hors Mayotte : +2,11 %).
| 1793  | 1800  | 1806  | 1821  | 1831  | 1836  | 1841  | 1846  | 1851  |
| ----- | ----- | ----- | ----- | ----- | ----- | ----- | ----- | ----- |
| 1 310 | 1 753 | 1 710 | 1 580 | 1 940 | 1 990 | 1 998 | 2 028 | 2 135 |

| 1856  | 1861  | 1866  | 1872  | 1876  | 1881  | 1886  | 1891  | 1896  |
| ----- | ----- | ----- | ----- | ----- | ----- | ----- | ----- | ----- |
| 2 040 | 2 053 | 2 071 | 1 936 | 1 989 | 1 913 | 1 972 | 2 031 | 2 086 |

| 1901  | 1906  | 1911  | 1921  | 1926  | 1931  | 1936  | 1946  | 1954  |
| ----- | ----- | ----- | ----- | ----- | ----- | ----- | ----- | ----- |
| 2 272 | 2 243 | 2 323 | 2 223 | 2 195 | 1 960 | 1 789 | 1 670 | 1 423 |

| 1962  | 1968  | 1975 | 1982 | 1990 | 1999 | 2006 | 2008 | 2013 |
| ----- | ----- | ---- | ---- | ---- | ---- | ---- | ---- | ---- |
| 1 241 | 1 048 | 958  | 836  | 726  | 675  | 713  | 724  | 712  |

| 2018 | 2022 | - | - | - | - | - | - | - |
| ---- | ---- | - | - | - | - | - | - | - |
| 662  | 669  | - | - | - | - | - | - | - |

Commentaire : La population communale a été en accroissement quasi constant dans la première moitié du XIXe siècle, gagnant 825 habitants en 58 ans entre 1793 et 1851 ; elle décline ensuite légèrement, perdant 222 habitants en 30 ans entre 1851 et 1881. Un nouvel essor démographique a lieu fin XIXe-début XXe siècle, entre 1881 et 1911 ; pendant ces 30 ans, la commune gagne 410 habitants, atteignant en 1911 son maximum démographique absolu avec 2 323 habitants. Depuis, la commune a connu au XXe siècle un important et constant déclin démographique, perdant 1 648 habitants entre 1911 et 1999 (- 71 % en 88 ans), atteignant en 1999 son minimum démographique absolu. Plouyé est une commune aujourd'hui en proie à la désertification comme de nombreuses communes du centre ouest Bretagne. La population a migré en direction des villes et de la côte, là ou se trouve aujourd'hui la plupart des emplois. Un léger regain démographique est toutefois perceptible dans la première décennie du XXIe siècle, la commune gagnant 52 habitants pendant le dernier intervalle intercensitaire entre 1999 et 2007.
La densité de la population communale, qui était de 28 habitants au km2 en 1968, n'est plus que de 19 habitants au km2 en 2007. Pendant la décennie 1999-2008, en 10 ans, la commune a enregistré 68 naissances et 108 décès, soit un déficit naturel de 40 personnes, qui s'explique par le vieillissement de la population. Par exemple, en 2007, la commune comprenait 114 personnes de 0 à 14 ans, mais 174 personnes de 65 ans et plus. Les 75 ans et plus étaient presque aussi nombreux que les enfants de 0 à 14 ans. Par contre, signe légèrement favorable, le solde migratoire est redevenu positif depuis la décennie 1990, alors qu'il avait été constamment négatif pendant la quasi-totalité du XXe siècle.

## Politique et administration
| Période                                  | Période      | Identité                 | Étiquette | Qualité                  |
| ---------------------------------------- | ------------ | ------------------------ | --------- | ------------------------ |
| avant 1809                               | après 1809   | Jacques-Pierre Goujon    |           | Notaire                  |
| avant 1812                               | après 1812   | François Nédellec        |           | Père de Joseph Nédellec  |
| vers 1880                                | vers 1884    | Lochou                   |           |                          |
| vers 1893                                | après 1925   | Guillaume-Marie Guichoux |           | Légion d'honneur en 1925 |
| avant 1981                               | ?            | François Plassart        | DVG       |                          |
| avant 1995                               | ?            | Yves Kerlogot            |           |                          |
| 2008                                     | juillet 2020 | Marcel Le Guern          | DVG       | Retraité                 |
| juillet 2020                             | En cours     | Grégory Le Guillou       |           |                          |
| Les données manquantes sont à compléter. |              |                          |           |                          |

## Économie
Plouyé a sur son territoire un parc éolien mis en service en 2002, d'une puissance installée de 3 MW et d'une production électrique annuelle moyenne de 7 GW.h.

## Monuments et sites
- L'église Saint-Pierre, en granite, date des XVIIe et XIXe siècles. Son pignon occidental est percé d'un fronton cintré et porte un clocher à double galerie et à flèche qui datent du XVIIe siècle (inscriptions portant les dates de 1680 et 1684). Le reste de l'édifice date de sa reconstruction en 1863-1864 selon les plans de l'architecte Jules Boyer. Côté sud, un porche existe, simple. La nef est à six travées et lambrissée, le chœur a un chevet polygonal. L'église possède un retable dont les statues principales sont une pietà et un Ecce homo.
- La chapelle Saint-Mathurin, isolée en bordure de l'Éllez, a un plan rectangulaire simple avec toutefois une annexe perpendiculaire à hauteur du transept et une crypte. Elle date de 1838-1839, mais abrite des statues polychromes plus anciennes provenant de la chapelle antérieure : Christ en croix, Vierge à l'Enfant dite Notre-Dame de la Joie, saint Joseph, saint Mathurin, saint Fiacre, sainte Barbe avec son père s'apprêtant à la décapiter, fin XVIe siècle[57]. Un calvaire se situe sur le placître et date du XVIe siècle, représentant le Christ et les deux larrons taillés dans une seule pierre et au revers une Pietà. La fontaine de dévotion possède une statue de saint Mathurin encastrée dans une niche, mais c'est une copie car la statue initiale a été volée au début de la décennie 1990. Le site est inscrit par les Monuments historiques. Le pardon se déroule le deuxième dimanche de mai. Vers 1950 encore, "la procession du pardon quittait le bourg vers 10 heures et se rendait à la chapelle par les sentiers et à travers champs. Tout au long du trajet, l'on chantait des cantiques (...). Arrivés à la chapelle au bout d'une bonne demi-heure, les pèlerins assistaient à la messe, faisaient en procession le tour de la chapelle, faisaient également leurs offrandes et allaient à la fontaine"[58]. Saint Mathurin était invoqué pour guérir les maladies osseuses et articulaires et, il y a quelques années encore, on voyait dans la chapelle des cannes et des béquilles laissées là par des pèlerins.
- La chapelle Saint-Salomon, dédiée à saint Salomon (Salomon de Bretagne), de plan rectangulaire, avec toutefois la sacristie en excroissance sur son flanc nord, date du XVIIe siècle (elle porte une inscription de 1660 « M:L:LE:MOAL/P/CHATELAIN/F:LE LAY/ET/T/LE/BRVN/F/1660 »). Elle possède un retable à quatre niches, un chancel, des statues en bois polychrome dont cinq ont été volées mais remplacées par des copies. Un calvaire se trouve sur le placître portant des statues géminées de part et d'autre du crucifix et une Vierge à l'Enfant au revers. Le site est inscrit par les Monuments historiques. François Joncour a décrit le pardon de la Saint-Salomon en 1931[59] et son texte a été complété par Brigitte Caulier : "Les réjouissances se déroulaient près de la chapelle (...). Les garçons de ferme guidaient les bêtes par trois fois autour de la fontaine et leur faisaient toucher le sarcophage [du saint]. Auparavant les propriétaires devaient faire leurs dévotions dans la chapelle et offrir une touffe de crin pour chaque animal resté à la ferme ainsi qu'une aumône pour la fabrique. Les juments réputées stériles pouvaient être saillies le jour même. (...) Après un repas champêtre suivi des vêpres, le recteur de Plouyé organisait deux ou trois courses de chevaux sur la piste consacrée"[60]. La pardon de Saint-Salomon se déroule le jour de la Pentecôte. Un témoignage plus ancien, datant de 1913, confirme ces coutumes : « Dans le champ précédant l'oratoire, derrière un talus, un paysan faisait saillir sa jument, coutume assez fréquente, paraît-il, surtout pour les juments réputées stériles, par confiance en l'action bénéfique du saint »[61].

Soaig Joncour poursuit : « La fontaine miraculeuse se trouve dans une prairie. À la toucher, une auge en pierre de taille. On l'appelle le cercueil de Saint-Salomon. Selon d'anciennes croyances, le saint aurait traversé la mer dans cette auge pour venir d'Irlande en Bretagne et on l'aurait mis dedans à sa mort. Quelques jours avant le pardon, les jeunes des fermes alentour font un barrage autour de la fontaine avec des mottes de terre et de grosses pierres. Ils forment ainsi une pièce d'eau d'environ trente pieds. C'est dans cette mare que l'on fait faire trois tours aux chevaux. A l'un de ces tours, l'animal doit toucher l'auge du saint recouverte d'eau. En sortant, on fait le signe de croix sur la tête et la croupe du cheval avec quelques gouttes d'eau de la mare ».
Un autre témoignage de 1876, celui du maire de Collorec à l'époque indique : « aussi a-t-on grand soin, à 10 lieues à la ronde, d'y conduire tous les chevaux de la contrée le 25 juin, jour du pardon annuel » et « si on manque cet acte de piété, les chevaux y vont d'eux-mêmes sans qu'on puisse les empêcher ».
Elle a fait en 2001, l'objet d'une restauration, de son retable, de la statuaire et des fresques.

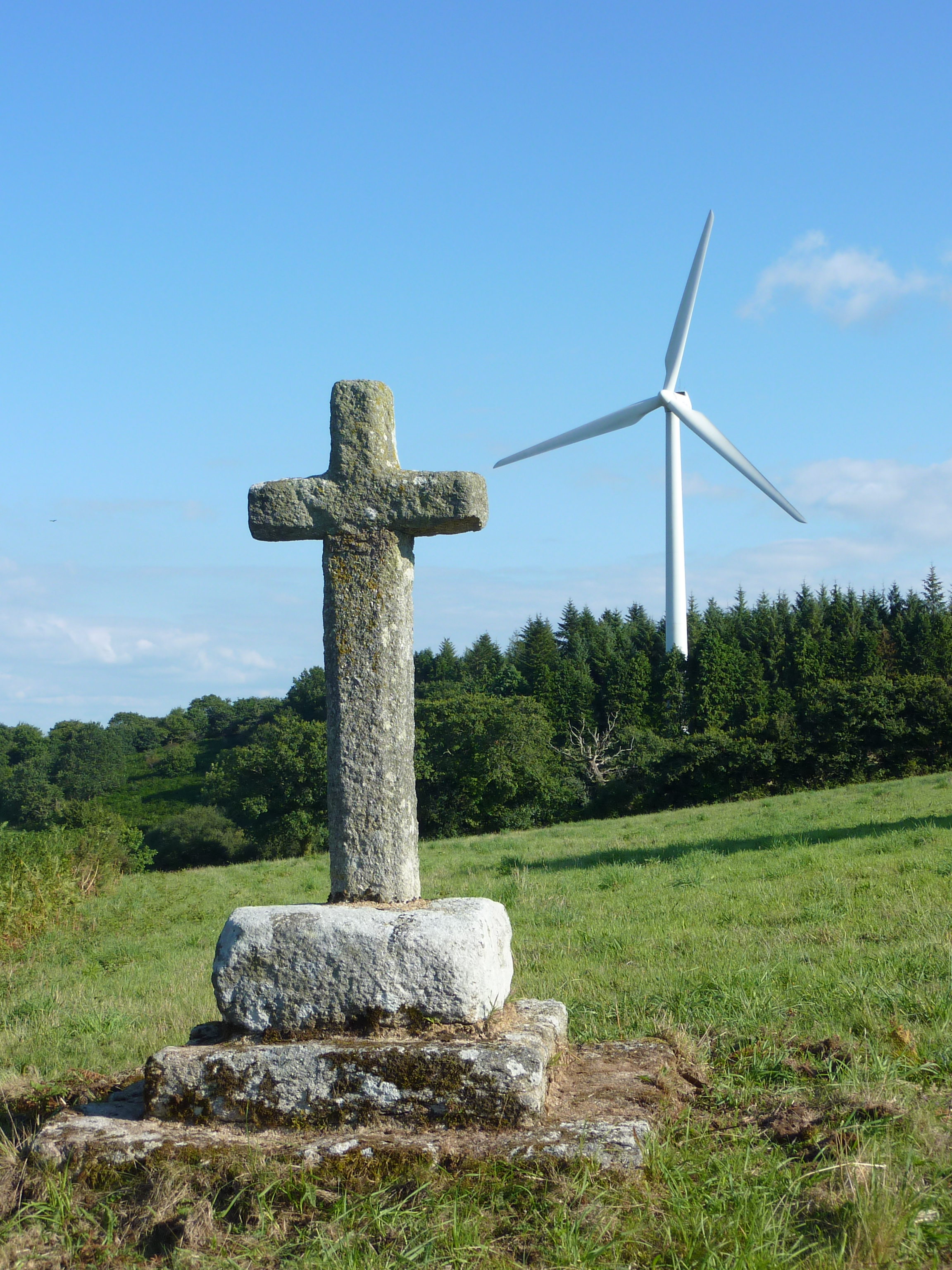
Calvaire et éolienne à Plouyé.
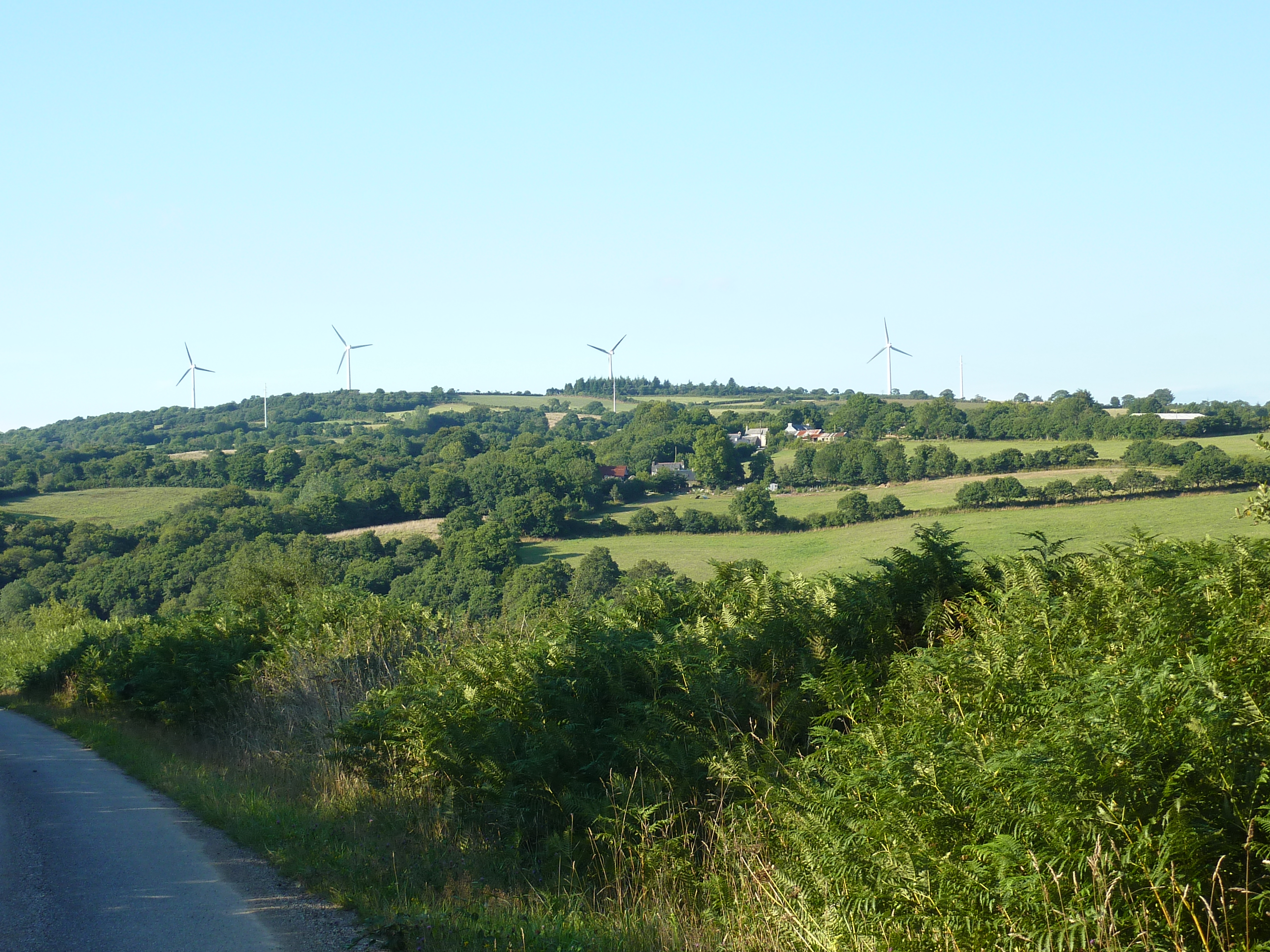
Les éoliennes de Plouyé.
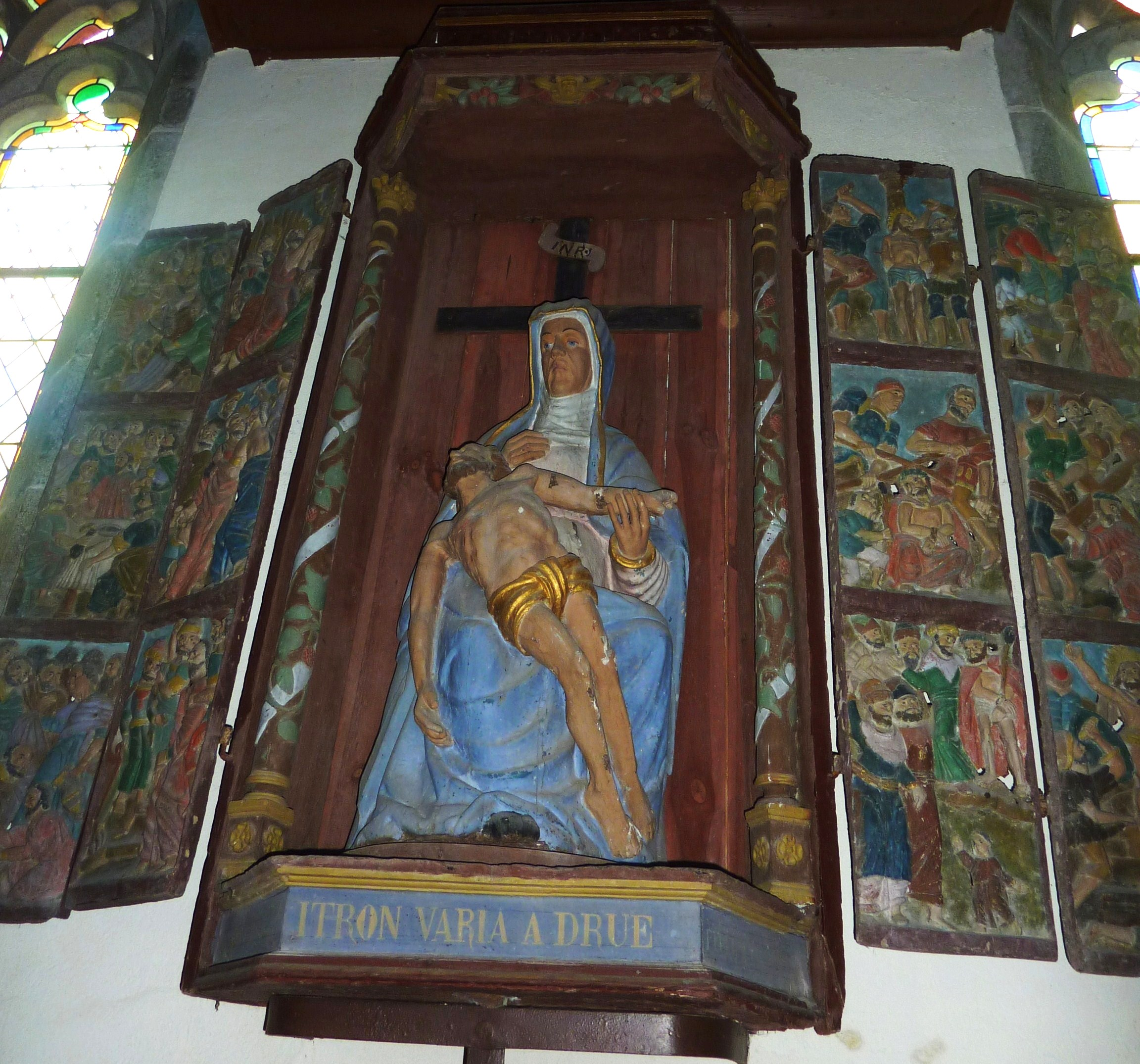
Le retable de l'église Saint-Pierre.
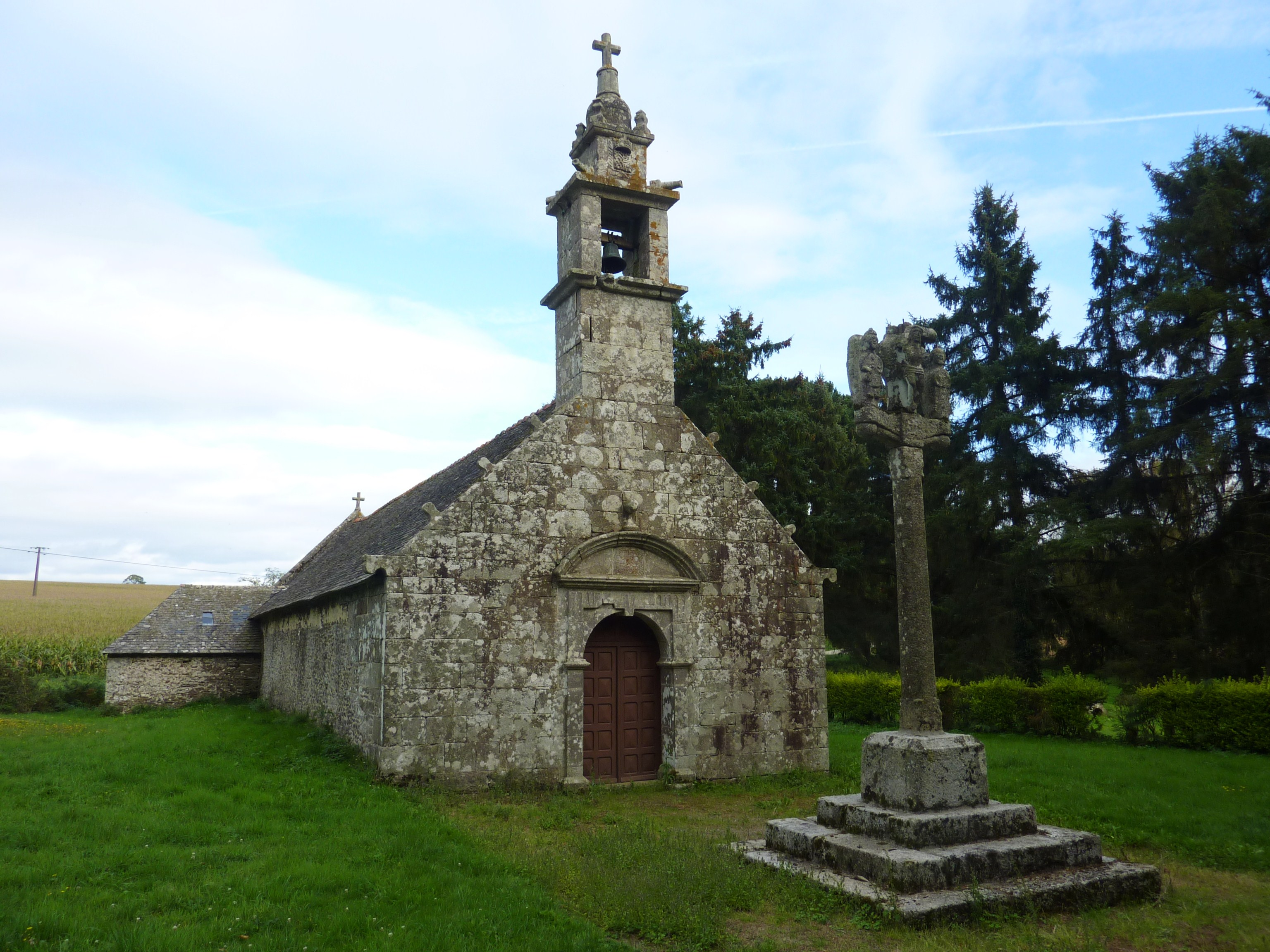
La chapelle Saint-Salomon et son calvaire.
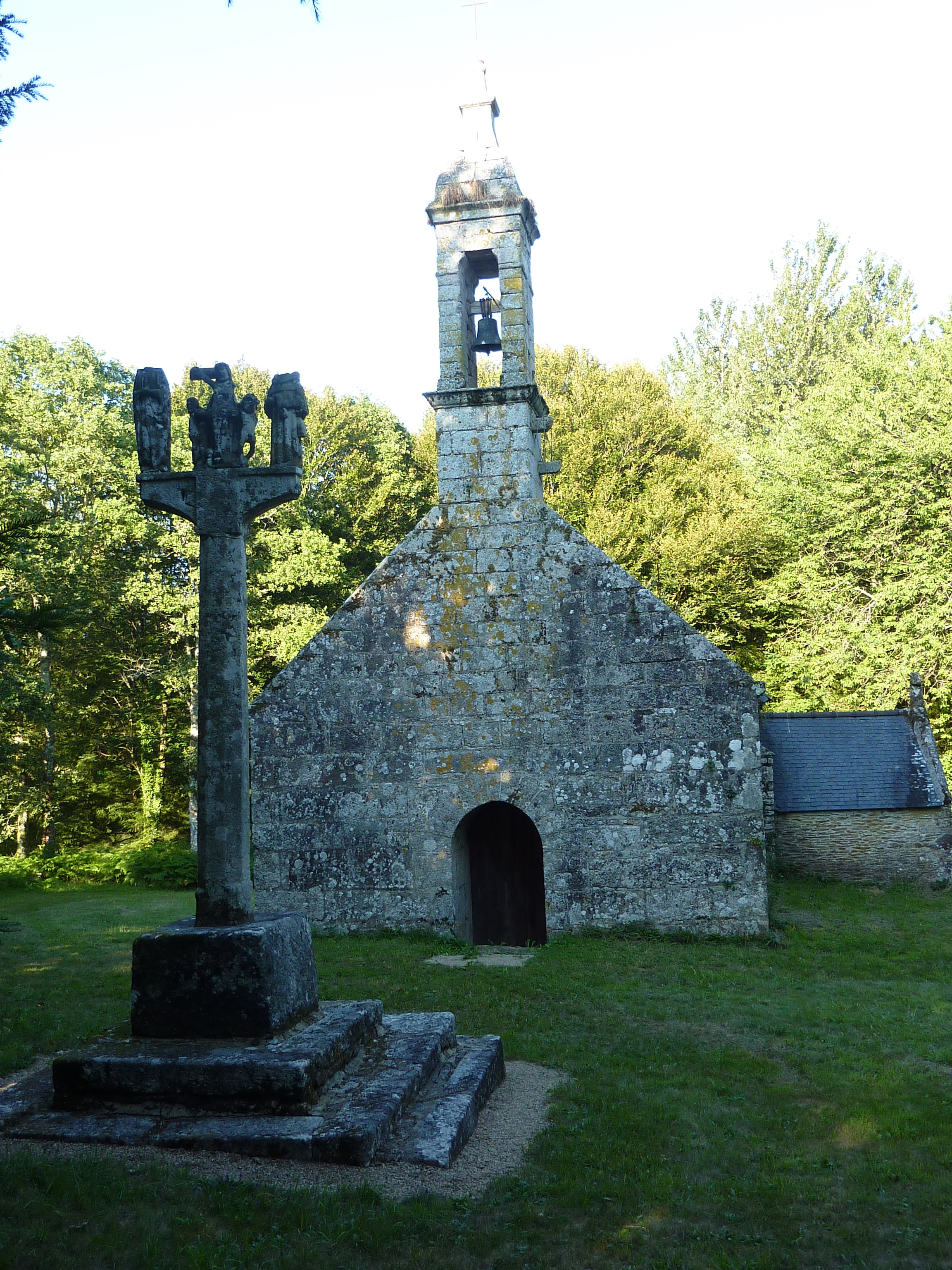
Calvaire et chapelle Saint-Mathurin dans son placître.
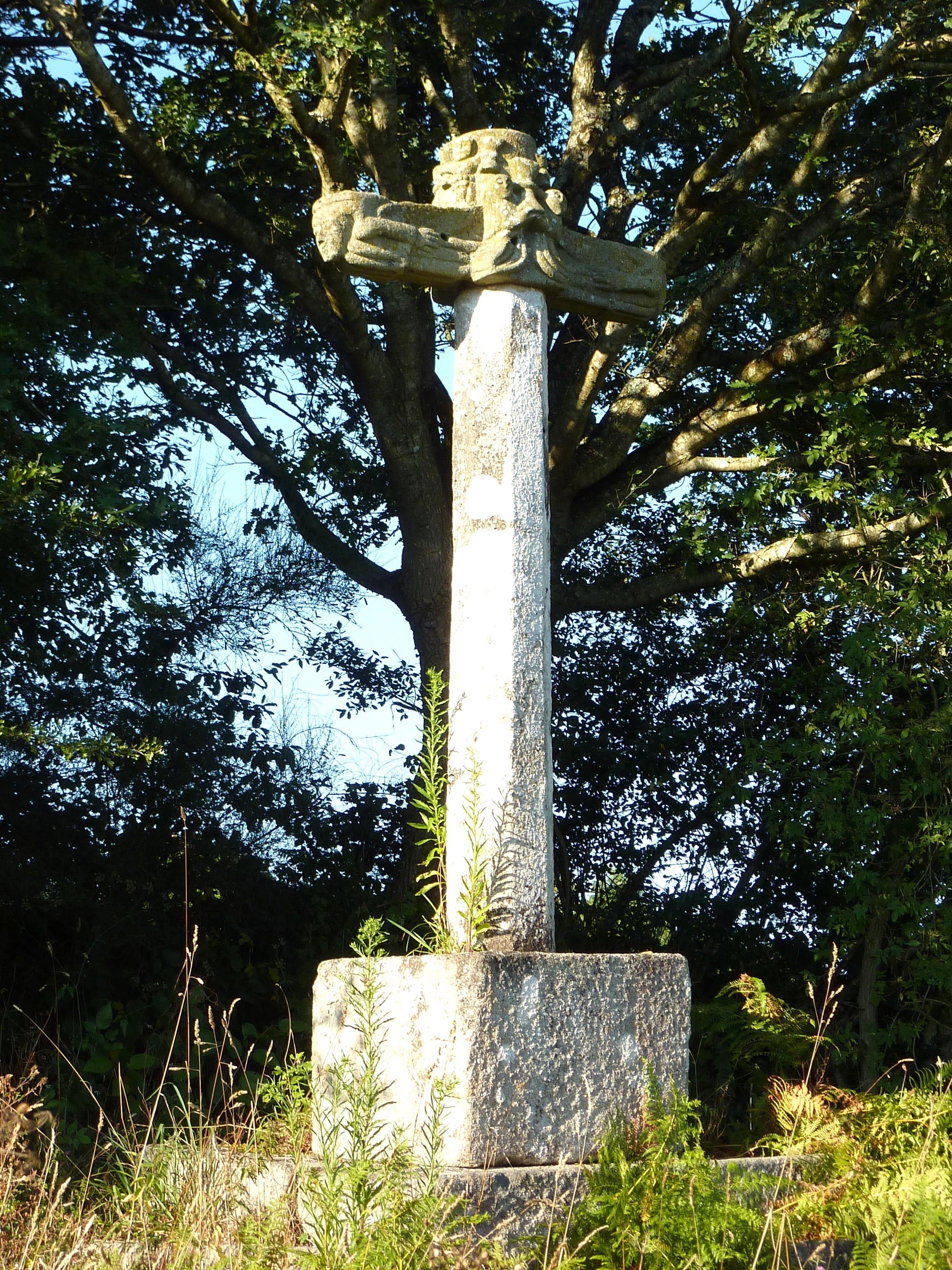
Le calvaire Ar Grois Nevez (La Croix Neuve) au carrefour de voies romaines.
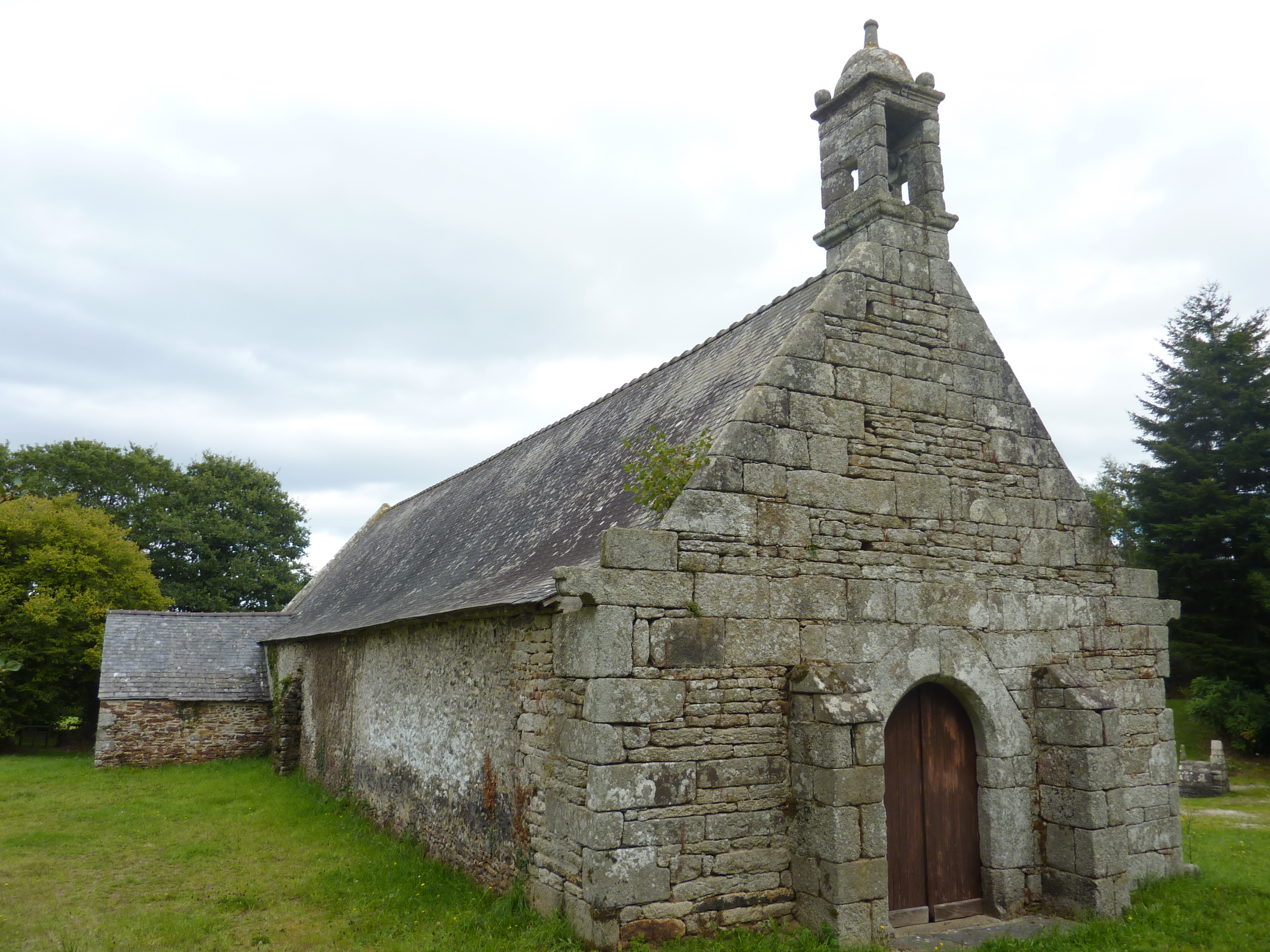
La chapelle Saint-Maudez.

- La chapelle Saint-Maudez, de plan rectangulaire, datant également du XVIIe siècle, est consacrée à saint Mandé (saint Maudez en breton). Elle possède une fenêtre à réseau flamboyant côté sud et aussi un chancel à claire-voie orné de fuseaux tournés, un retable en bois polychrome orné de statues de saint Goueznou et saint Maudez. Son placître contient une croix en granite et une fontaine à édicule du XVIIe siècle, qui a été remaniée et qui était réputée soigner les maladies de peau[57]. Son pardon a lieu le dernier dimanche de juillet.
- Une "stèle", datant de l'âge du fer et ayant probablement servi pour un culte gaulois, est située derrière l'église paroissiale. Trouvée couchée, elle a été relevée.
- Plusieurs croix et calvaires[64], dont la Croix Neuve (Ar Grois Nevez), située au lieu-dit du même nom, située au carrefour de deux anciennes voies romaines, qui était traditionnellement le terme d'un pardon dont la procession partait du bourg. Il subsiste non loin de la croix un tronc à offrandes où les pèlerins déposaient leurs oboles. La construction de cette croix est liée à la « légende de la Dame blanche »[65].

En 1855, Naissant, curé de la paroisse écrit: « Un bon vieillard plus respectable encore par la foi antique que par son âge, se rendant du Huelgoat chez lui en passant sur l'emplacement actuel de la croix, y vit une belle dame qui lui donna une certaine somme d'argent pour ériger cette croix en pierre. Elle lui assura que cette somme suffirait à la dépense. Notre homme fut d'abord peu ému de cette rencontre, il ne songea à cette vision céleste qu'après que cette dame eut disparu à ses yeux, sans qu'il s'en aperçut. Persuadé que Notre-Dame des Cieux lui avait apparu, il s'adressa dès qu'il put à un tailleur de pierre pour lui faire sa commande. Mais ce qui l'étonna beaucoup et lui fit croire de plus en plus qu'il avait reçu la faveur d'une vision céleste, c'est que ce tailleur de pierre lui demanda pour prix de la confection et de l'érection de cette croix, la somme que cette belle dame lui « avait remise à cet effet, et qu'il pensait insuffisante ».

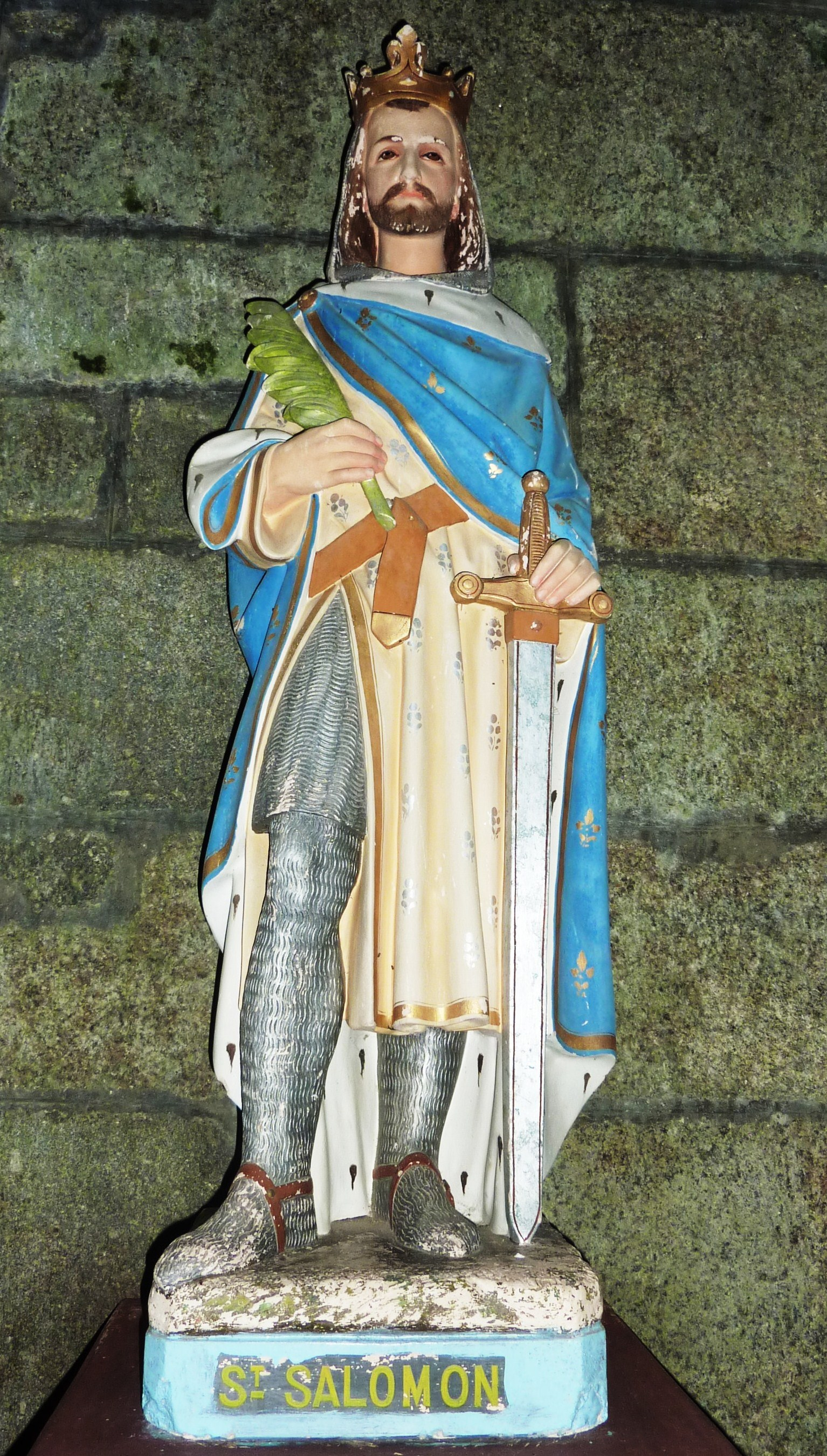
Statue de Saint Salomon (église Saint-Pierre).
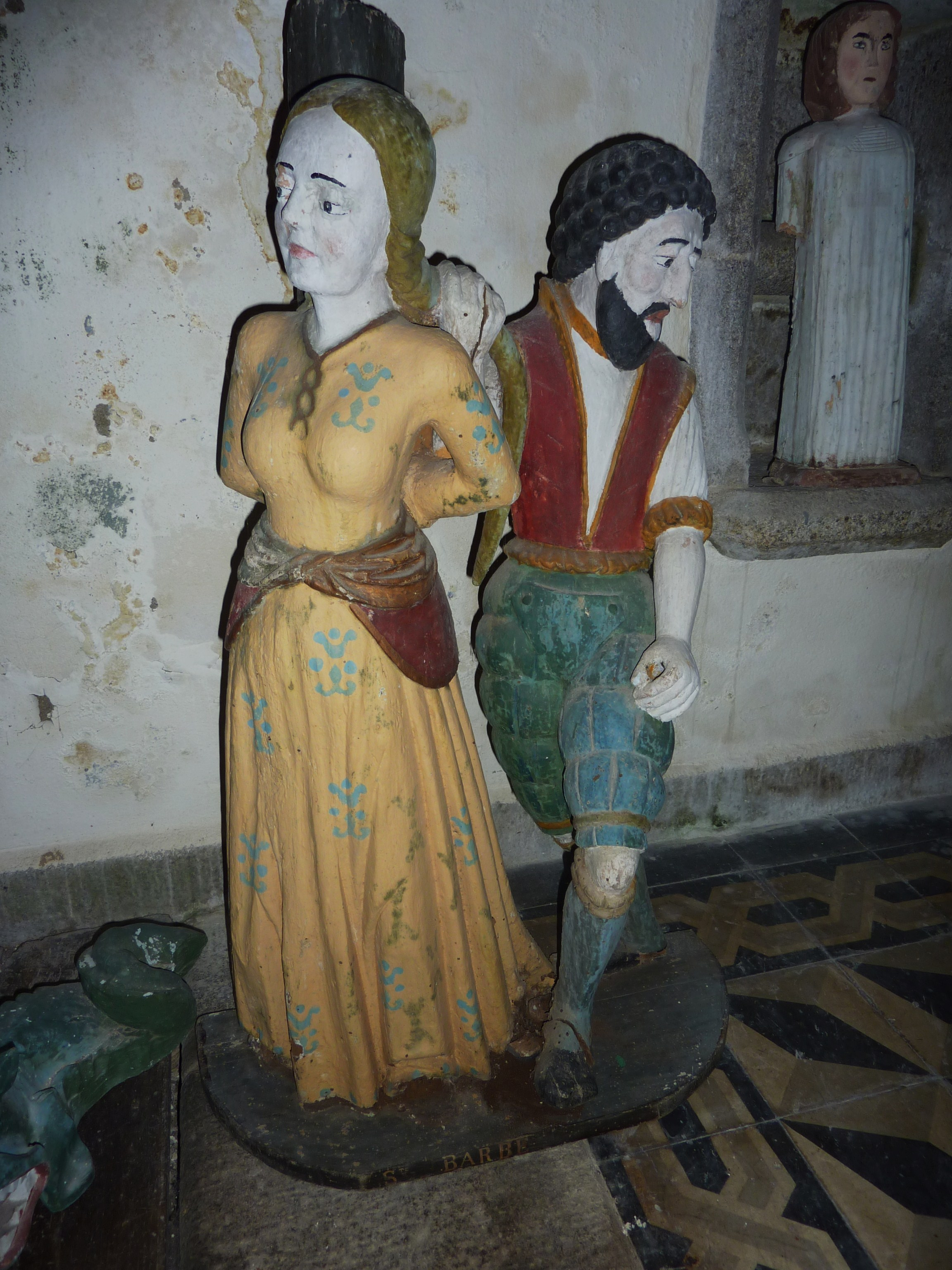
Statue de Sainte Barbe (église Saint-Pierre).
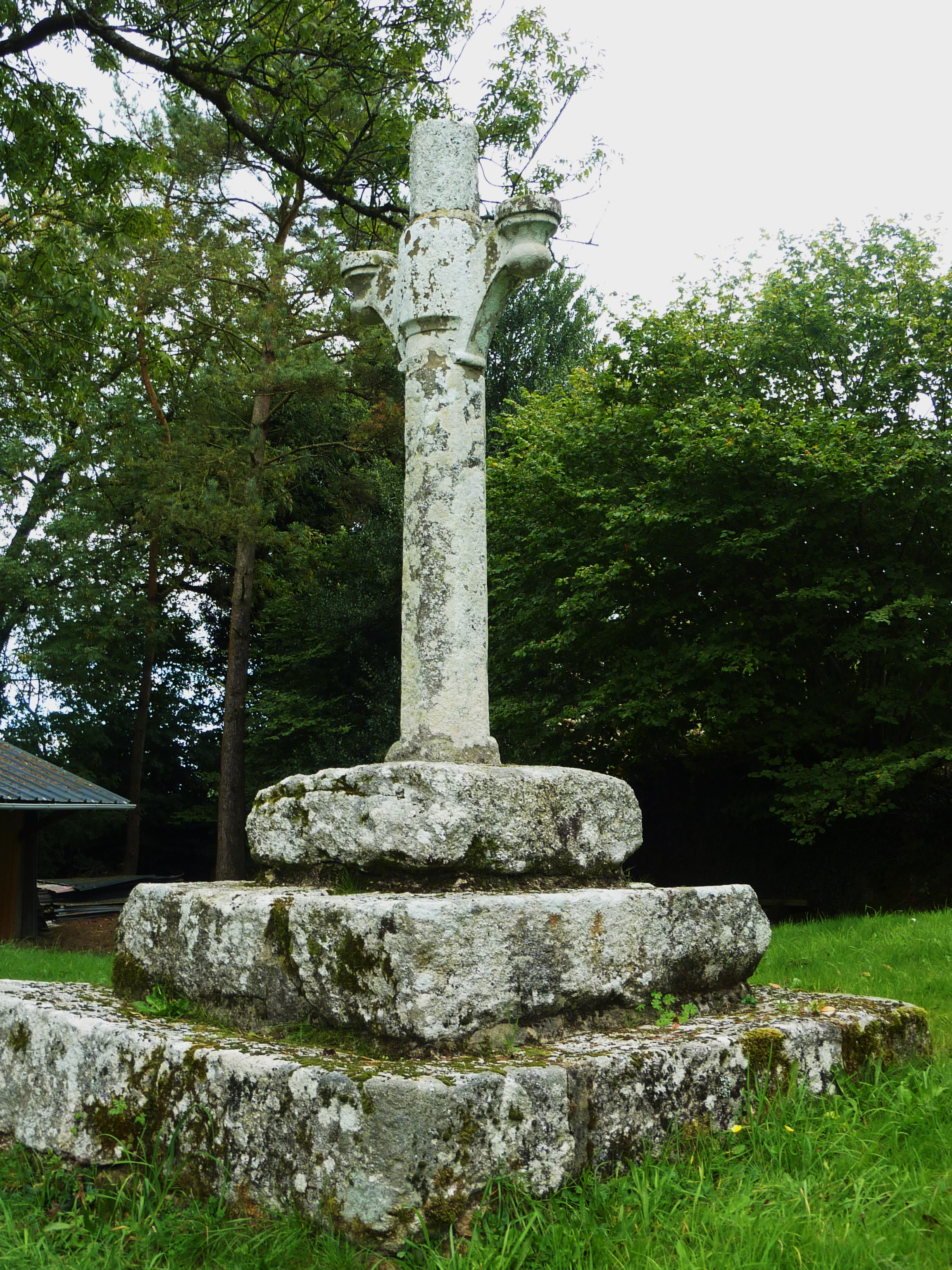
Le calvaire de la chapelle Saint-Maudez.
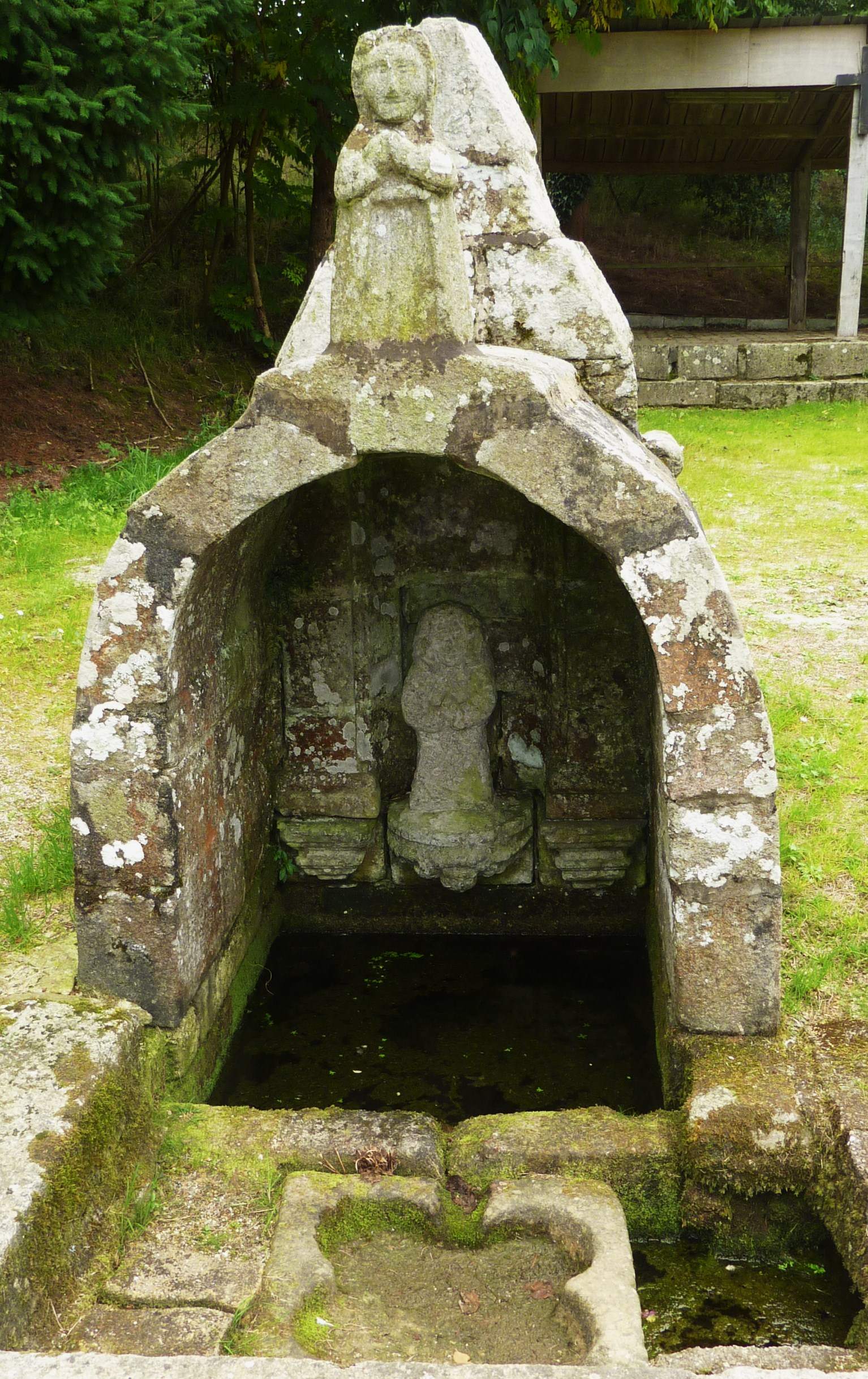
Fontaine de la chapelle Saint-Maudez.
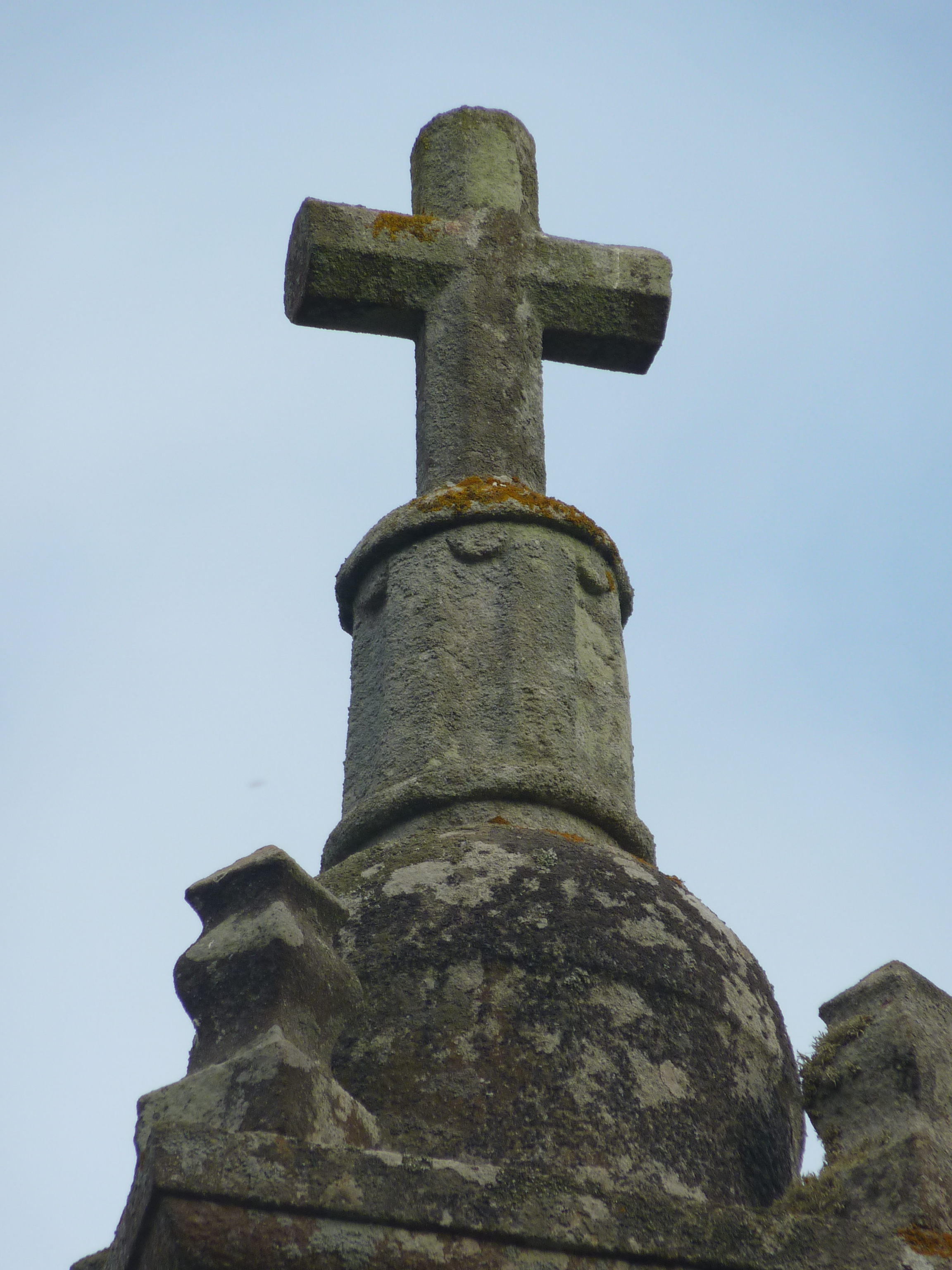
Sommet du clocher de la chapelle Saint-Salomon.
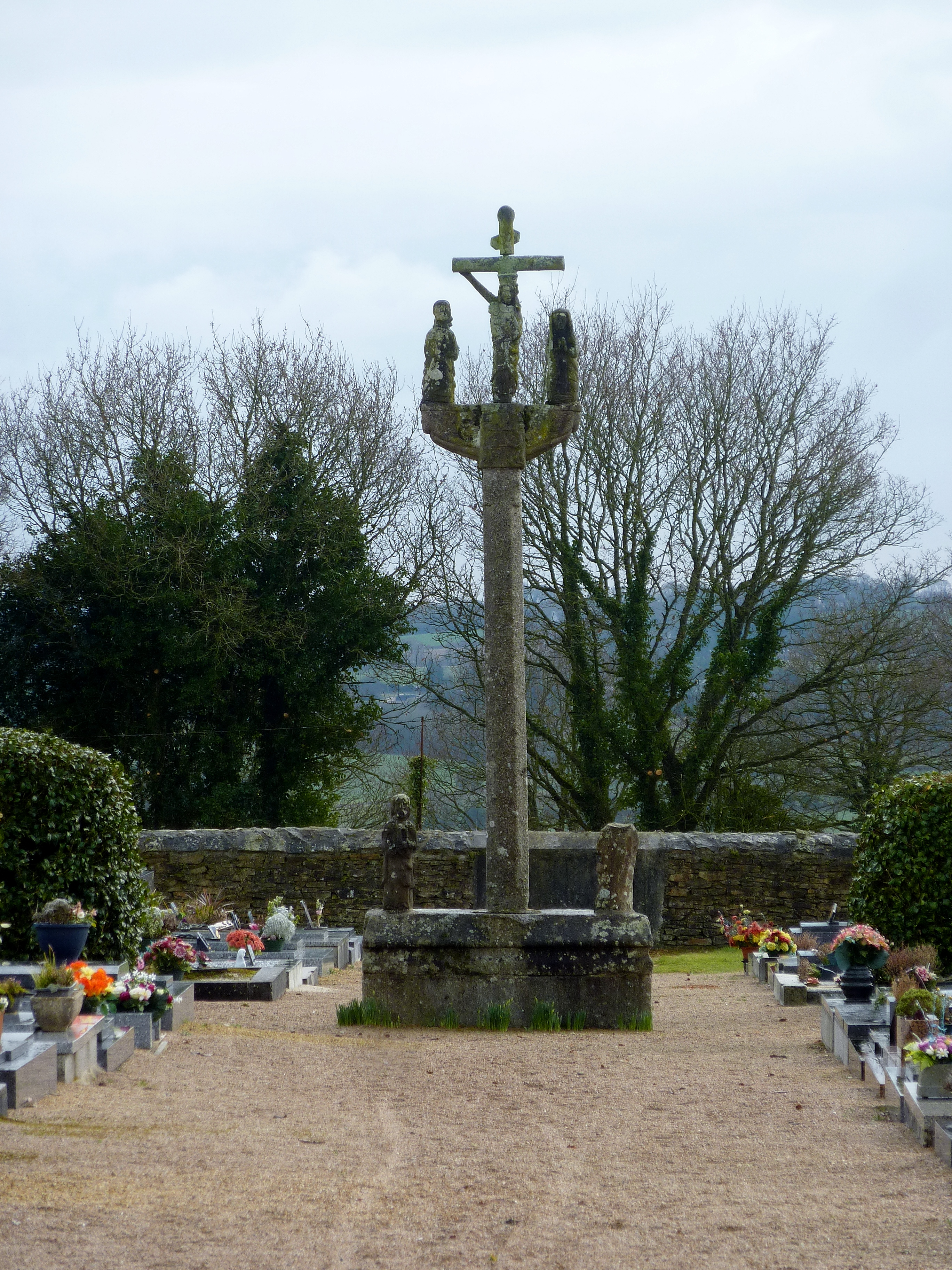
Le calvaire du cimetière.

- Le menhir de Kervic.
- De nombreux fours à pain parsèment le territoire communal, par exemple dans le hameau de Quellennec.
- Des linteaux de porte sculptés sont visibles dans les hameaux de Keryvon et Lézélé.
- Le monument aux morts a été taillé dans un bloc monolithique de kersantite et sculpté par René Quillivic[66] (1879-1969). Une femme recueillie, en cape de deuil, est sculptée devant la stèle.
- « Tavarn Ty Elise » demeure un haut lieu de la culture bretonne. Pendant plus de 40 ans Byn Walters contribue par son implication dans la culture bretonne et galloise à lui conférer une renommée internationale.[réf. nécessaire]
- Tavarn Ty Anna a acquis ses lettres de noblesse sous l'impulsion de Anna Provost qui a noué de très fortes amitiés avec les bardes et sonneurs du Kreiz Breizh. Lieu de rencontre et d'échange historique, la Tavarn Ty Anna a su conserver sa fonction de lien social. Elle a accueilli sous l'impulsion d'Anna Provost théâtre, cinéma, Fest Noz et le cercle celtique. Elle a été immortalisée dans une œuvre de Paul Marzin "bal à la Tavarn Ty Anna", dans l'émission de Bernard Pivot "Apostrophes" en 1977 et dans l'ouvrage "Nos années de Breizh" de Daniel Yonnet, Yves Quentel, Nono.

Plouyé est devenu un centre névralgique de la culture bretonne grâce à l'impulsion de la famille Provost dès la fin de la Seconde Guerre mondiale, des artistes tels que Melaine Favennec, les Sœurs Goadec, Youenn Gwernig ou les frères Morvan ont autrefois fait danser des générations de Bretons.

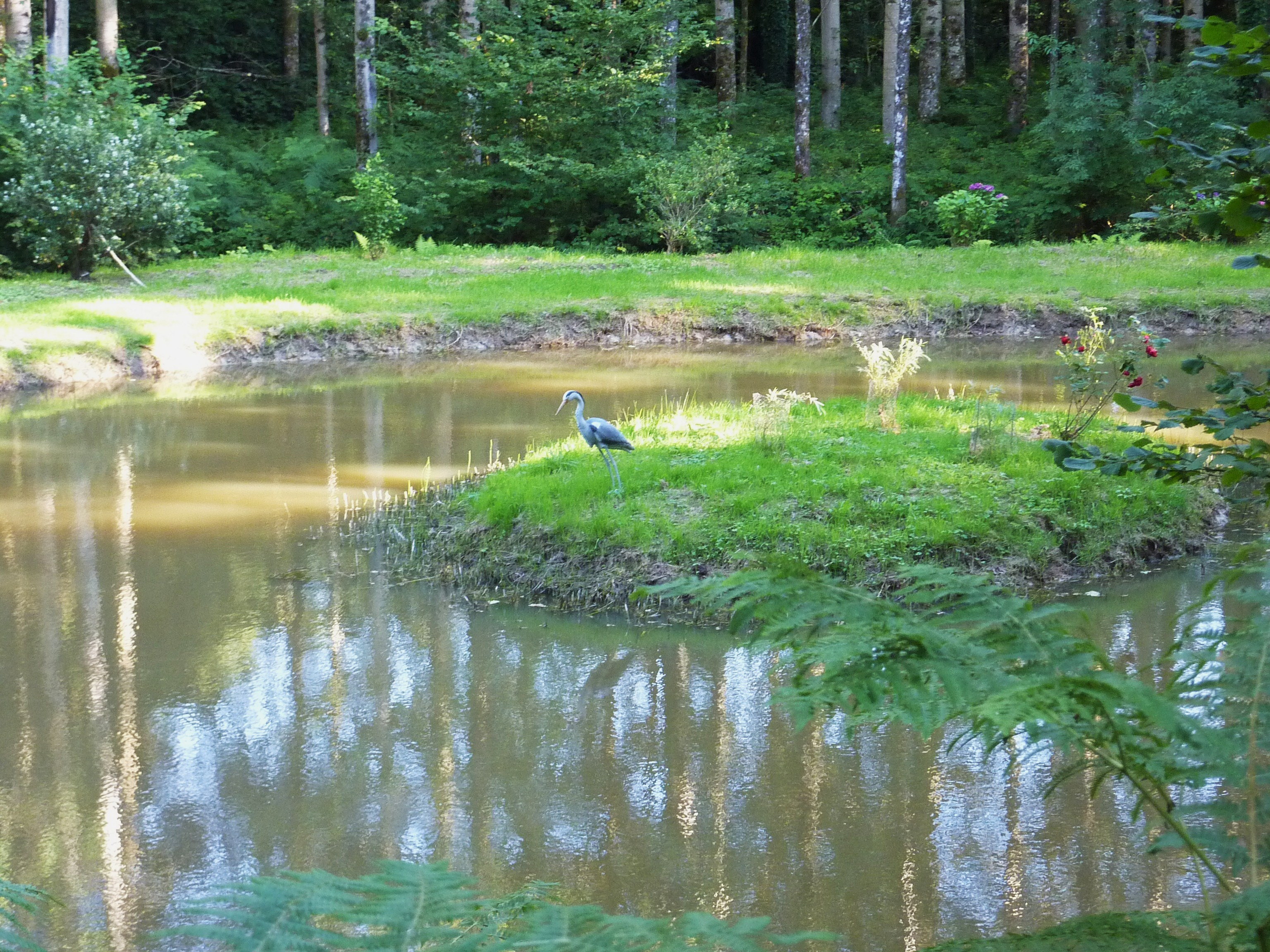
L'Éllez et un héron près de la chapelle Saint-Mathurin.

## Légendes
- Le chaos du Huelgoat : l'origine du chaos du Huelgoat est expliquée dans une légende comme résultant d'une dispute entre les habitants des deux villages de Plouyé et du Huelgoat, les populations des deux villages se seraient battues à coups de pierres géantes, et faute de force suffisante, ces pierres seraient retombées à mi-chemin, d'où le chaos.
- La légende de la Dame blanche : voir ci-dessus « La Croix neuve ».

## Personnalités liées à la commune
- Joseph Nédellec, né à Plouyé le 7 octobre 1821 de parents cultivateurs, fit d'abord de l'agriculture, puis acheta une étude de notaire et devint maire de Carhaix. « Républicain très modéré » et « catholique » selon sa profession de foi, il est élu le 20 février 1876 député de la circonscription de Châteaulin. Il siégea au centre-gauche et fut l'un des 363 députés qui refusèrent leur confiance au ministère de Broglie le 25 juin 1887. Réélu le 14 octobre 1877, il appuya les républicains opportunistes et ne se représenta pas aux élections de 1881[67].
- Brigitte Fontaine, fille d'instituteurs, née à Morlaix, passe son enfance à Plouyé, puis à Morlaix. Elle commence à 17 ans une carrière de comédienne à Paris, jouant notamment des pièces d'Eugène Ionesco au théâtre de la Huchette, avant de se tourner vers la chanson à partir de 1963, faisant dès 1964 la première partie de spectacles de Barbara et Georges Brassens. De 1969 à 1979, elle devient une figure incontournable de l'underground français, interrompt apparemment sa carrière de chanteuse pour entamer une vie d'écrivain pendant une partie de la décennie 1990 avant de recommencer à faire des disques à partir de 1997, obtenant plusieurs disques d'or. Elle recommence également une carrière d'écrivain (L'Inconciliabule, Rien, suivi de Colère noire, Libido)[68].

## Musique
- La mélodie de Plouyé[69].

## Sports
Depuis la disparition de l'as Plouyé dans la décennie 1990, la commune n'avait plus de club de football. En 2016 une bande de copains créé le PMU ("Plouyé Magic United"), lequel joue depuis 2019 en 2e division départementale ; son stade, en raison de sa pente a été surnommé le "stade de la bonne descente", en jouant sur les mots car le club est aussi connu pour l'ambiance festive de ses "troisième mi-temps".

## Jeu
- Un jeu breton traditionnel de quilles se pratique encore dans la région et une association le promouvant (« Quilles de l'Aulne ») a son siège à la mairie de Plouyé[71].

## Jumelages
- Plouyé est jumelée avec la localité de Carrog (Pays de Galles) depuis 2003.